# Ostrów Wielkopolski
Ostrów Wielkopolski (Ostrów Wlkp.; dawniej Ostrowo, Ostrów Kaliski) – miasto w Polsce, w województwie wielkopolskim, położone na Wysoczyźnie Kaliskiej, nad rzeką Ołobok (dopływ Prosny); siedziba powiatu ostrowskiego i gminy wiejskiej Ostrów Wielkopolski; drugie miasto aglomeracji kalisko-ostrowskiej i Kaliskiego Okręgu Przemysłowego.
W województwie 5. miasto (pow. 41,9 km²) według danych Głównego Urzędu Statystycznego z 31 grudnia 2009 r. i 4. pod względem liczba ludności (68 949) dane z dnia 30 czerwca 2024; 49. w Polsce.
Katolickim patronem Ostrowa Wlkp. jest św. Stanisław ze Szczepanowa. Od 1993 święto miasta obchodzone jest 10 listopada, w rocznicę wydarzeń tzw. Republiki Ostrowskiej (1918).

## Położenie

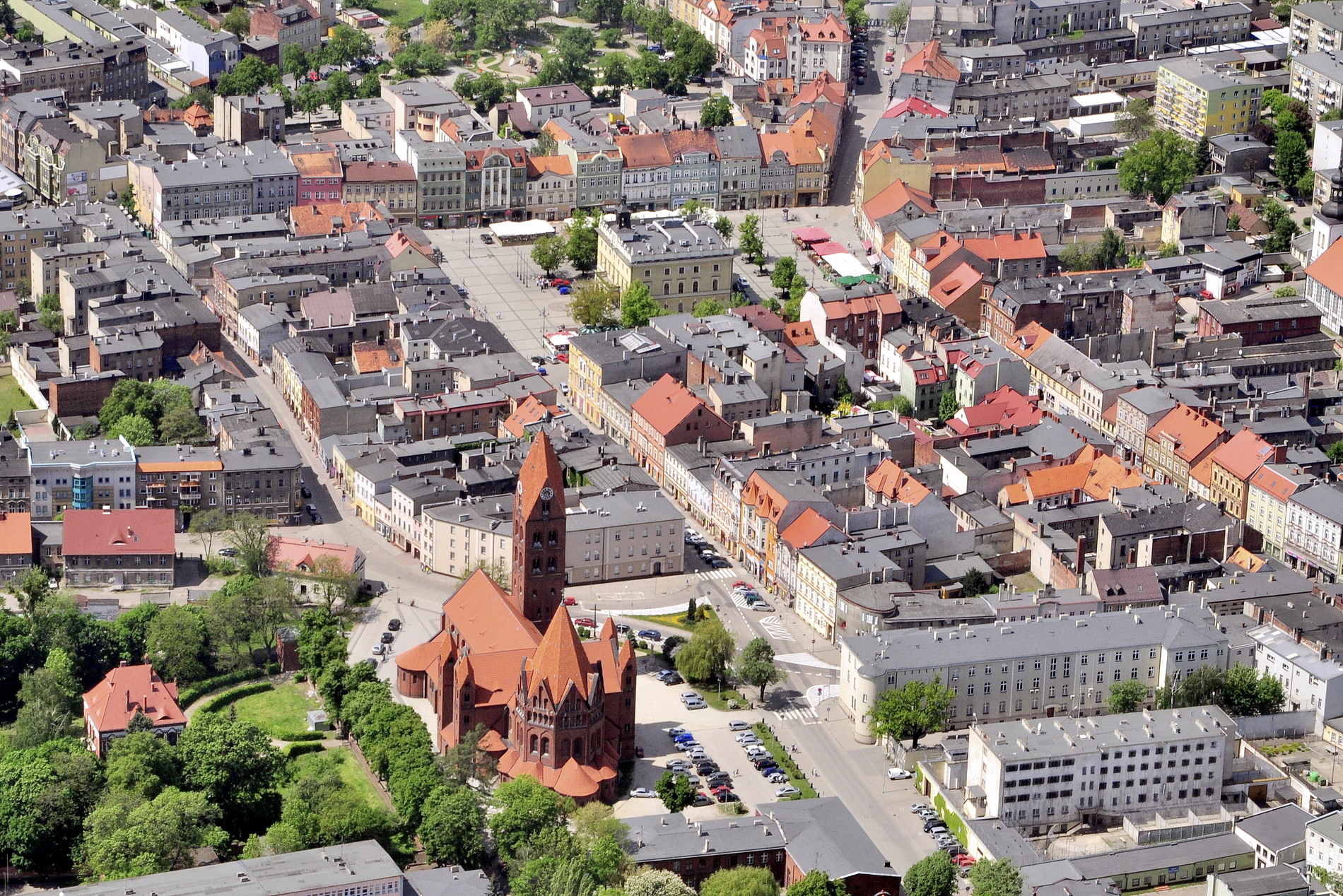
Ostrów Wlkp., Rynek i centrum miasta z lotu ptaka (2013)

Ostrów Wielkopolski leży na Nizinie Południowowielkopolskiej, na Wysoczyźnie Kaliskiej, około 22 km na południowy zachód od Kalisza; położony jest w południowo-wschodniej części historycznej Wielkopolski, w Kaliskiem, na ziemi kaliskiej; do II rozbioru Polski (1793) leżał w województwie kaliskim, po utworzeniu Księstwa Warszawskiego (1807) leżał w departamencie kaliskim, po kongresie wiedeńskim (1815) znalazł się poza granicami utworzonego w 1816 województwa kaliskiego Królestwa Polskiego i został włączony do Królestwa Prus.
Północna część miasta leży nad Ołobokiem, lewym dopływem Prosny, którego prawym dopływem jest ciek Struga Ostrowska, w całości płynąca w granicach miasta. W południowo-zachodniej części miasta znajduje się strefa źródłowa prawobrzeżnych dopływów Baryczy i przechodzi dział wodny między dorzeczami Odry i Warty.
Ostrów Wielkopolski graniczy z 3 gminami powiatu ostrowskiego: od południa graniczy z gminą Przygodzice, od północnego zachodu z gminą Raszków, zaś od zachodu i od wschodu z dwiema rozdzielonymi przez miasto częściami gminy wiejskiej Ostrów Wielkopolski.
Według danych z 1 stycznia 2024 powierzchnia miasta wynosiła 41,90 km².

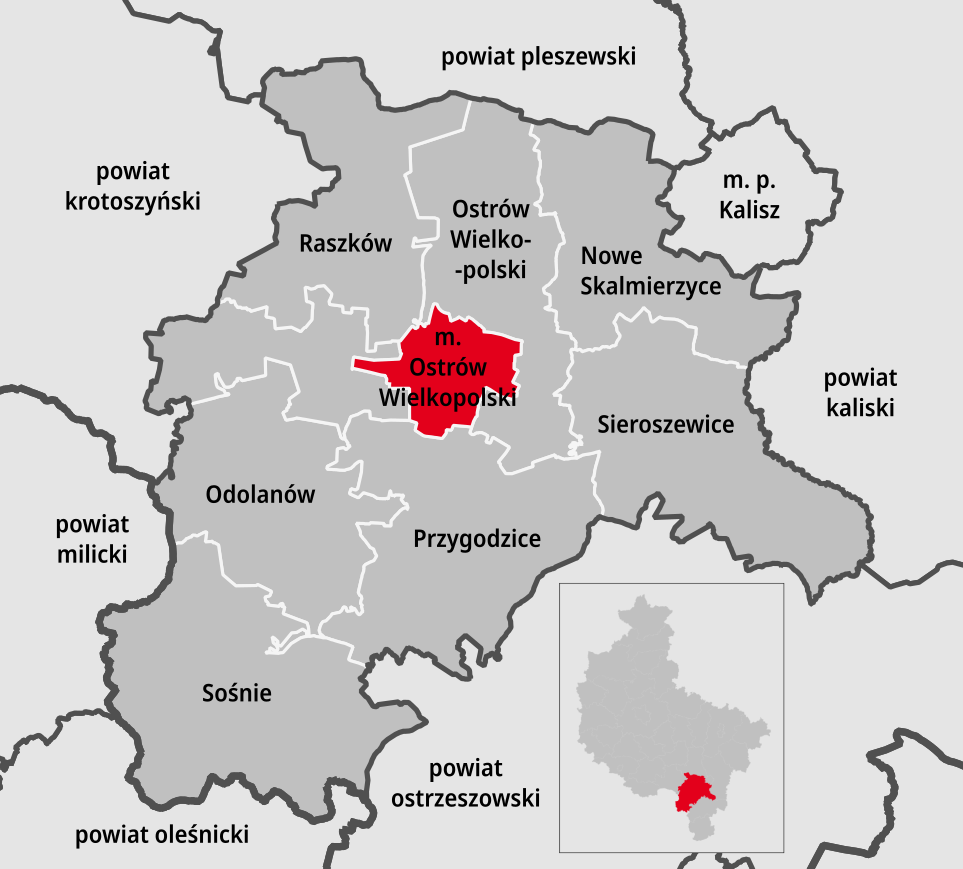
Położenie gminy miejskiej Ostrów Wielkopolski w powiecie ostrowskim

## Nazwa
Etymologia nazwy miasta odnosi się do topografii terenu – słowo ostrów to archaizm, oznaczający wyspę lub kępę wśród mokradeł otoczonych wodą.

## Historia

### Od śladów osadnictwa do upadku miasta
Ślady osadnictwa Ostrowa Wielkopolskiego, pojawiają się od okresu wczesnego średniowiecza, kiedy to w XI–XV w. istniały dwa niewielkie grodziska obronne, położone na wschodnich obrzeżach miasta.
Od 1404 wzmiankowany w źródłach jako niewielki ośrodek miejski na dobrach prywatnych, ustępujący innym pobliskim ośrodkom takim jak Raszków, Sulmierzyce, Odolanów oraz Kwiatków i Sobótka. Na początku XVI w. Ostrów posiadał najmniejszą liczbę mieszkańców, spośród wszystkich ówczesnych miast regionu (około 150–180). W 1579 wielki pożar zniszczył prawie całe miasto, w którym ocalało tylko czterech mieszczan, a od 1655 kolejne, niespotykane dotąd zniszczenia przyniósł potop szwedzki.
W 1685 miasto zostało sprzedane opatowi, późniejszemu biskupowi łuckiemu Bogusławowi Leszczyńskiemu, który włączył je w obręb swych dóbr przygodzickich. Kolejnym właścicielem Ostrowa był podskarbi wielki koronny Rafał Leszczyński, ojciec króla Stanisława Leszczyńskiego. W 1699 dobra przygodzkie wraz z Ostrowem przeszły w ręce Jana Jerzego Przebendowskiego herbu Kuna.
Na początku XVIII w. przez Ostrów przechodziły liczne wojska m.in. saskie, szwedzkie oraz rosyjskie, a w okolicznych miejscowościach panowała zaraza. Zbieg nieprzychylnych wydarzeń a tym samym wyludnianie się miasta, sprawiło iż ostrowscy mieszczanie zrezygnowali z praw miejskich w dniu 30 grudnia 1711 roku.

### Ponowna lokacja i rozwój miasta

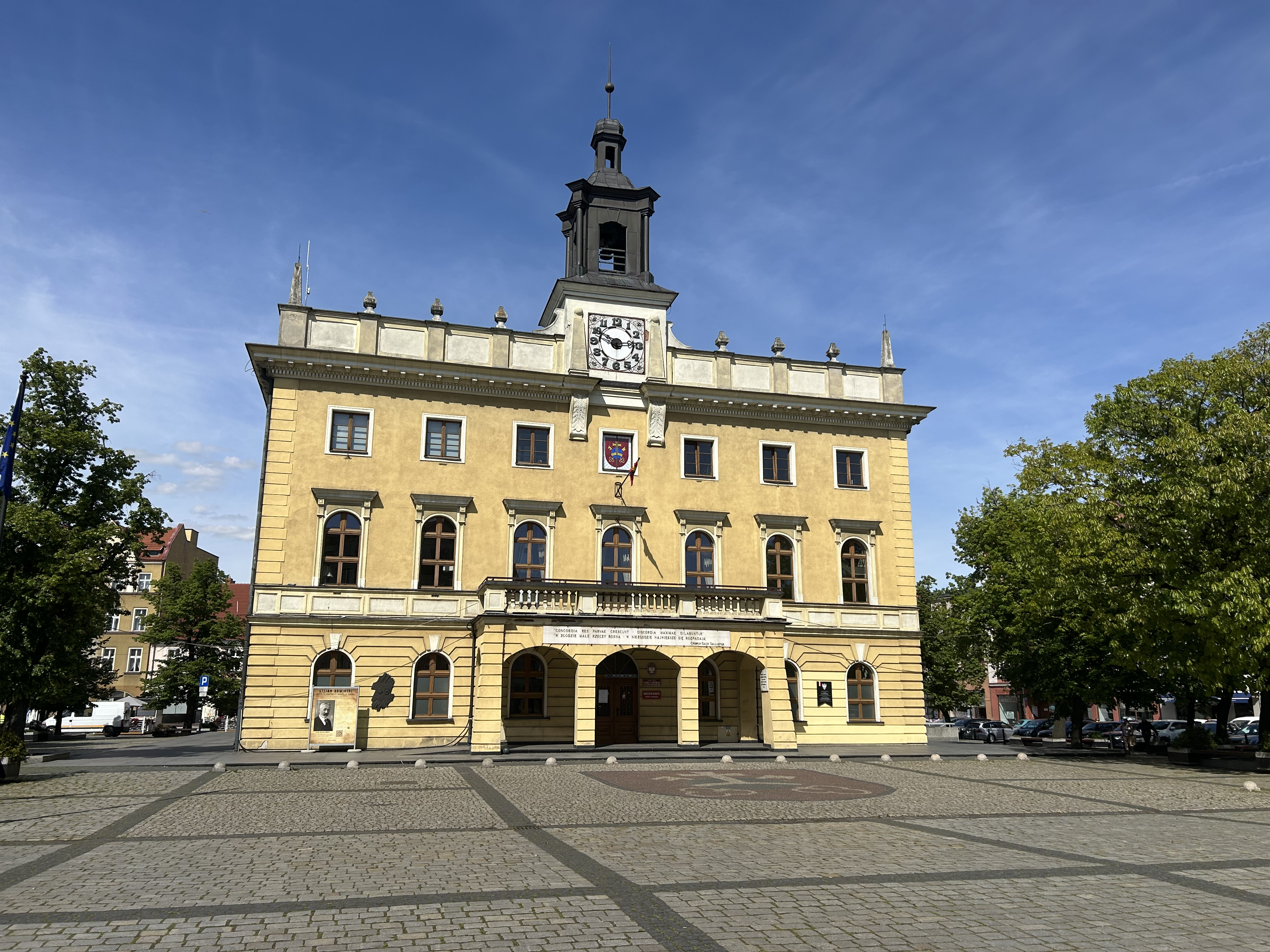
Ratusz, siedziba muzeum miejskiego (2025)

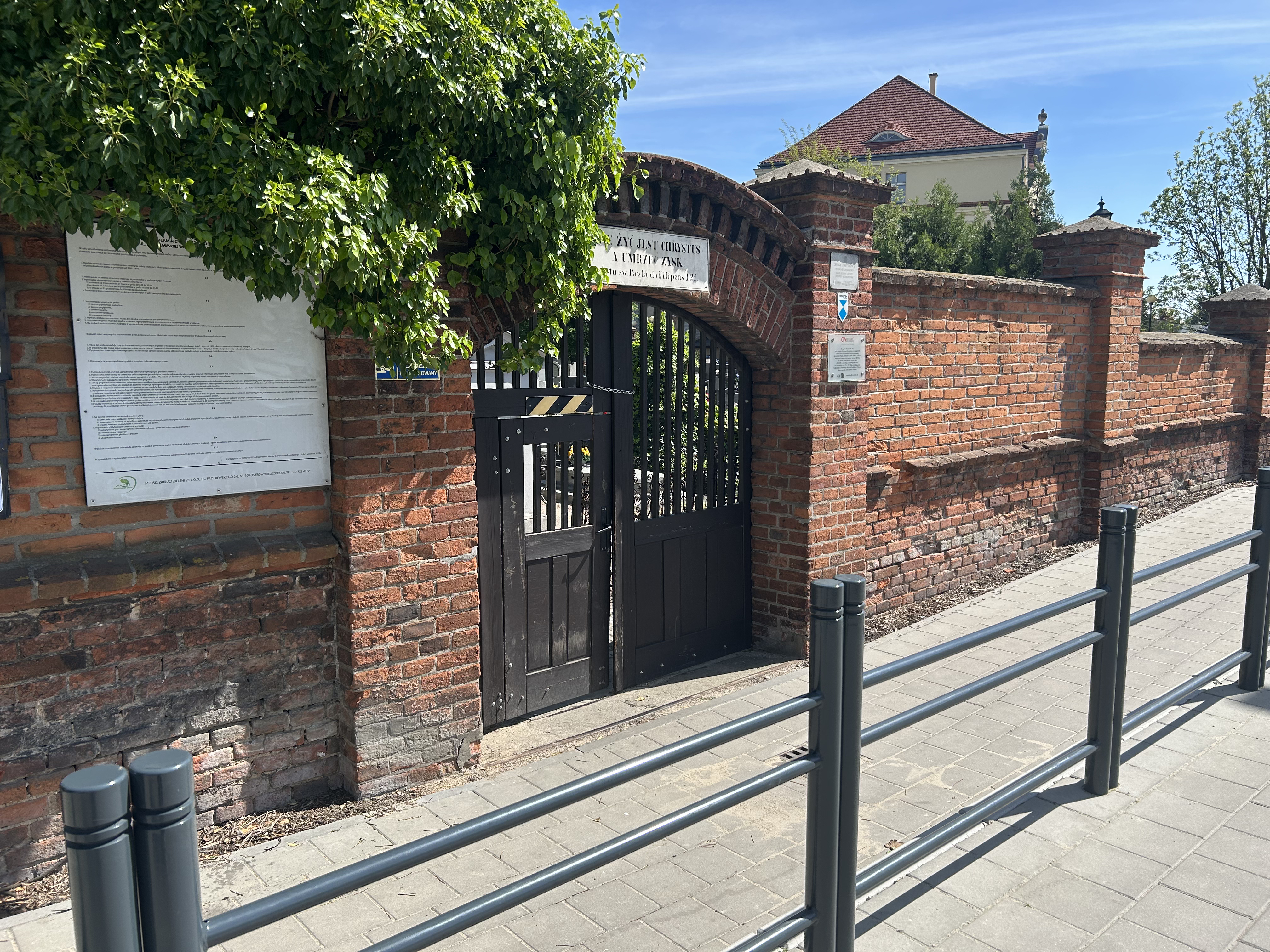
Stary Cmentarz (2025)

Dzięki staraniom Jana Jerzego Przebendowskiego Ostrów w 1713 ponownie otrzymał prawa miejskie na prawie magdeburskim, połączone z wydaniem licznych przywilejów królewskich. Od 1729 właścicielami miasta była córka Przebendowskiego Dorota Henryka wraz z mężem marszałkiem wielkim koronnym Franciszkiem Bielińskim, którzy w obszernym dokumencie potwierdzili stare przywileje i nadali mu nowe.
Od drugiej połowy XVIII w. patronami miasta była rodzina Radziwiłłów – krajczy wielki litewski Marcin Mikołaj Radziwiłł, a po nim kolejno jego synowie: wojewoda trocki Józef Mikołaj i wojewoda wileński Michał Hieronim. W tym czasie do Ostrowa zaczęła napływać ludność niemiecka ze Śląska, m.in. sukiennicy, a także Żydzi, którzy otwierali kramy i tworzyli własną dzielnicę na przedmieściu przy ulicy Raszkowskiej. Ostrów rozwijał się szybko dzięki pomyślnemu położeniu na trakcie z Kalisza do Wrocławia, a także jako miejsce pełnego poszanowania swobód religijnych.

### Rozbiory Polski

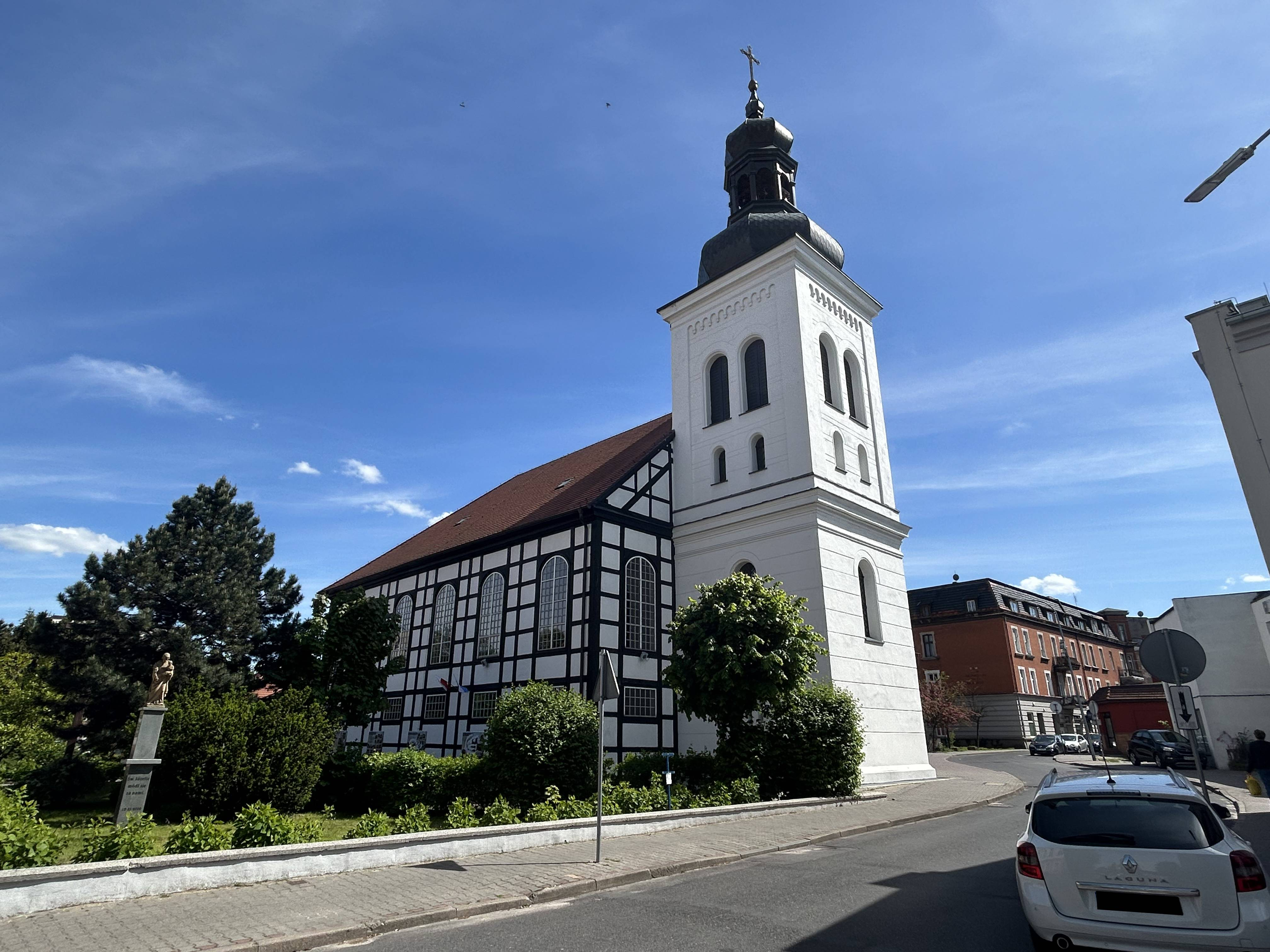
Kościół pw. Najświętszej Marii Panny z 1778 r. – najstarszy zachowany budynek w mieście

W 1793 Ostrów po II rozbiorze Polski podlegał pod departament kaliski w powiecie odolanowskim Prus Południowych; od 1807 w departamencie kaliskim Księstwa Warszawskiego. W 1815 siedzibę władz powiatowych przeniesiono do Ostrowa (Wielkie Księstwo Poznańskie) w tym landrat, sąd i urząd kasy powiatowej pobierający m.in. opłaty celne na przejściu granicznym w Skalmierzycach.
W 1828 wybudowano murowany ratusz na koszt ostatniego właściciela miasta księcia Antoniego Henryka Radziwiłła, w 1844 gimnazjum (obecne I Liceum Ogólnokształcące), w 1857 synagogę w stylu mauretańskim, w 1863 budynek sądu i więzienie, w 1867 koszary. Od 1896 zaczęła ukazywać się „Gazeta Ostrowska”, wydawana od 1903 przez Stefana Rowińskiego.

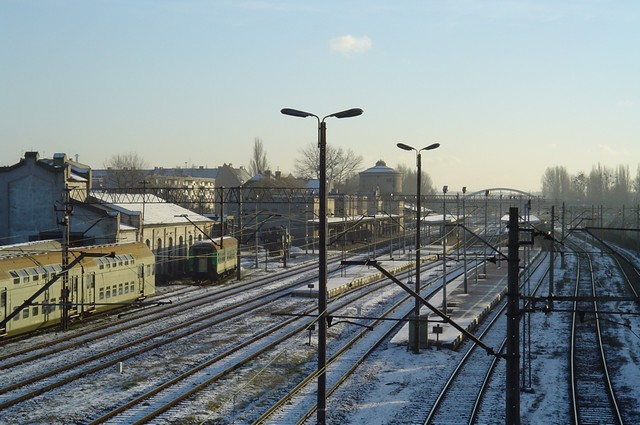
Węzeł kolejowy w Ostrowie Wielkopolskim

Impulsem rozwojowym było umiejscowienie w Ostrowie węzła kolejowego. Stację wybudowano w 1875 na linii kolejowej prowadzącej z Poznania na Śląsk, następnie linię rozbudowano ciągami: w 1888 do Leszna, w 1896 do Skalmierzyc i w 1909 do Wrocławia przez Odolanów.
Szczególnym epizodem w dziejach Ostrowa, był bezkrwawy przewrót w listopadzie 1918 określany jako Republika Ostrowska, w wyniku którego Polacy przejęli władzę w mieście. W Niedzielę wielkanocną 1919 przez Ostrów wracała koleją do Polski tzw. Błękitna Armia.
Na początku XX w. miasto miało charakter lokalnego ośrodka przemysłowego związanego z rolnictwem, a w Ostrowie mieszkało ponad 16 tys. osób. W 1921 uruchomiono zakład metalowo-maszynowy Fabryka Wagon.

### II wojna światowa
W czasie II wojny światowej Ostrów Wielkopolski znajdował się na terytorium Rzeczypospolitej Polskiej anektowanym przez III Rzeszę, w tzw. Kraju Warty, w rejencji kaliskiej, od 1941 w rejencji łódzkiej.
Hitlerowski okupant dokonywał masowych prześladowań (praca przymusowa, obozy koncentracyjne), a także egzekucji ludności, m.in. 14 grudnia 1939 w Lesie Winiarskim pod Kaliszem zamordowano powszechnie znanych obywateli Ostrowa i Kalisza. W Ostrowie na tzw. Majdanie przy ul. Tadeusza Kościuszki znajdował się „wychowawczy obóz pracy” (styczeń 1942–grudzień 1944) pod zarządem Gestapo w Łodzi, w którym śmierć poniosło 198 osób. W latach 1939–1945 około 16 tysięcy mieszkańców regionu ostrowskiego zostało przesiedlonych na roboty przymusowe do Generalnego Gubernatorstwa.
Okupacja niemiecka zakończyła się 23 stycznia 1945.

### Dalsze lata

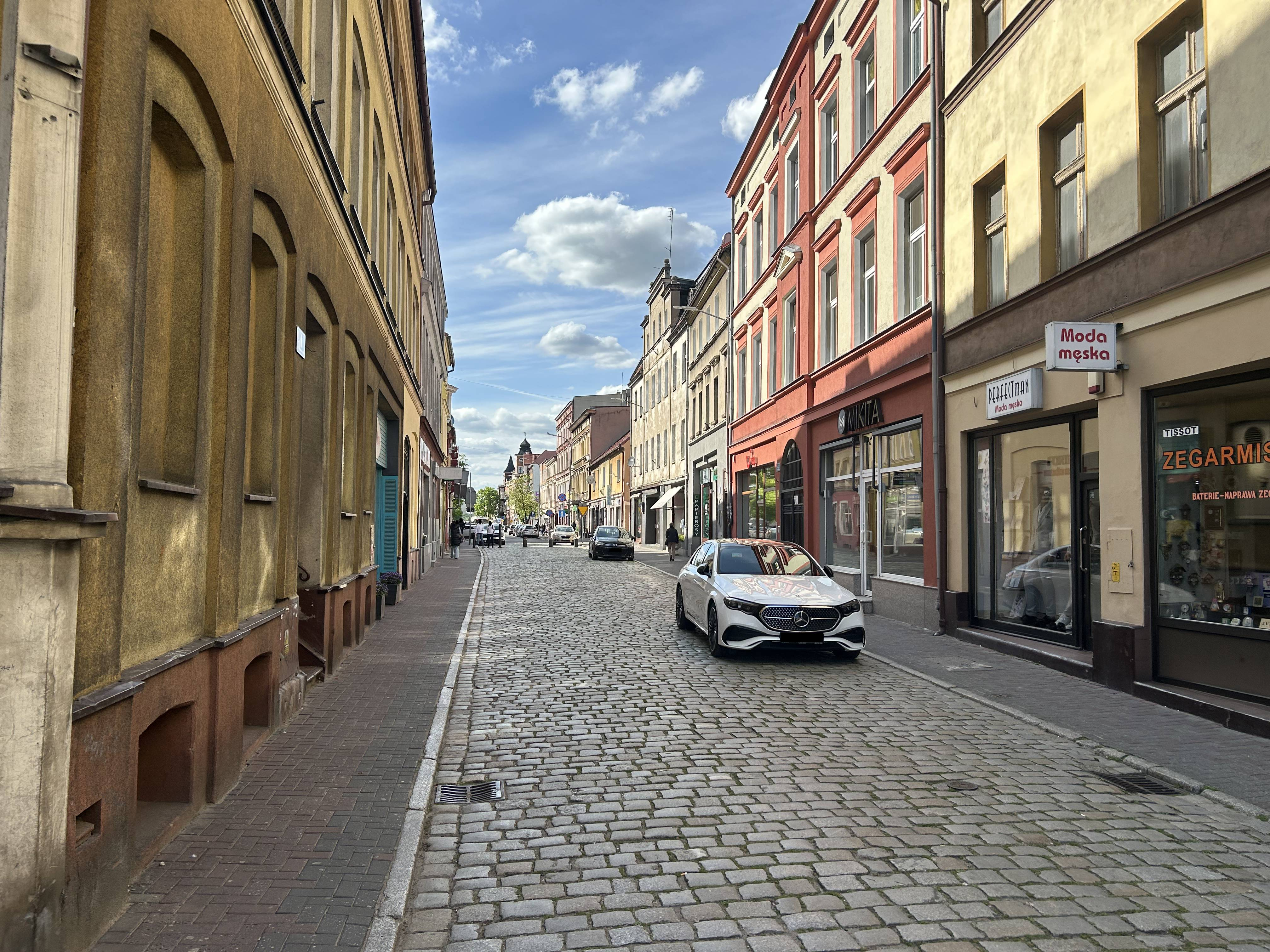
Ulica Raszkowska (2025)

W latach powojennych charakterystyczny dla Ostrowa Wielkopolskiego był szybki wzrost liczby mieszkańców. W 1985 miasto liczyło 68 431 mieszkańców, wynikało to także z przyłączania do miasta przyległych wsi, m.in. Pruślina i Zacharzewa.
Do 2005 w mieście stacjonowała jednostka wojskowa; w tym samym roku założono Ostrowskie Towarzystwo Genealogiczne. W 2008 powstało lapidarium z fragmentów macew z inskrypcjami na obrysie pierwszego cmentarza żydowskiego w mieście. W 2012 uruchomiono Ostrowski Park Przemysłowy (holding), mający na celu wspierać lokalną przedsiębiorczość.

## Administracja

### Samorząd
Ostrów Wielkopolski ma status osobnej gminy miejskiej, jest siedzibą samorządu powiatu ostrowskiego oraz gminy wiejskiej Ostrów Wielkopolski; Mieszkańcy Ostrowa wybierają do swojej rady miasta 23 radnych. Organem wykonawczym władz miasta jest prezydent Ostrowa Wielkopolskiego.
Ostrów Wielkopolski jest członkiem Związku Miast Polskich oraz stowarzyszenia Związek Miast Czystej Energii.
Mieszkańcy miasta wybierają parlamentarzystów z okręgów wyborczych z siedzibą komisji w Kaliszu, a posłów do Parlamentu Europejskiego z okręgu wyborczego nr 7.
Ponadto w mieście znajduje się siedziba prokuratury okręgowej, sądu rejonowego, oddziału regionalnego ZUS, placówki terenowej KRUS, oddziału Państwowej Inspekcji Pracy, oddziału Urzędu Dozoru Technicznego oraz oddziału Wojewódzkiego Inspekcji Transportu Drogowego.

### Podział administracyjny
Do 1793 Ostrów Wielkopolski znajdował się w województwie kaliskim. W latach 1795–1807 wchodził w skład departamentu kaliskiego Prus Południowych, a w latach 1807–1815 w skład departamentu kaliskiego Księstwa Warszawskiego. W latach 1815–1919 w rejencji poznańskiej. W latach 1946–1975 Ostrów Wielkopolski leżał w województwie poznańskim, a w latach 1975–1998 w woj. kaliskim.
Ostrów Wielkopolski podzielony jest na 11 jednostek pomocniczych – osiedli. W większości nazwy poszczególnych osiedli pochodzą od dawnych wsi, kolonii i obszarów dworskich przyłączanych do miasta od 1934.
| Lp.  | Nazwa osiedla                         |
| ---- | ------------------------------------- |
| I    | Śródmieście                           |
| II   | Wenecja                               |
| III  | Krępa                                 |
| IV   | Osiedle im. Jana Pawła II             |
| V    | Pruślin                               |
| VI   | Stare Kamienice                       |
| VII  | Zacisze Zębców                        |
| VIII | Osiedle Odolanowskie                  |
| IX   | Nowe Parcele                          |
| X    | Parcele Zacharzewskie                 |
| XI   | Osiedle im. Powstańców Wielkopolskich |

## Demografia

### Ludność
Liczba ludności Ostrowa Wielkopolskiego na przestrzeni lat
- Największą populację Ostrów Wielkopolski odnotował w 1997 r. – 74 813 mieszkańców.

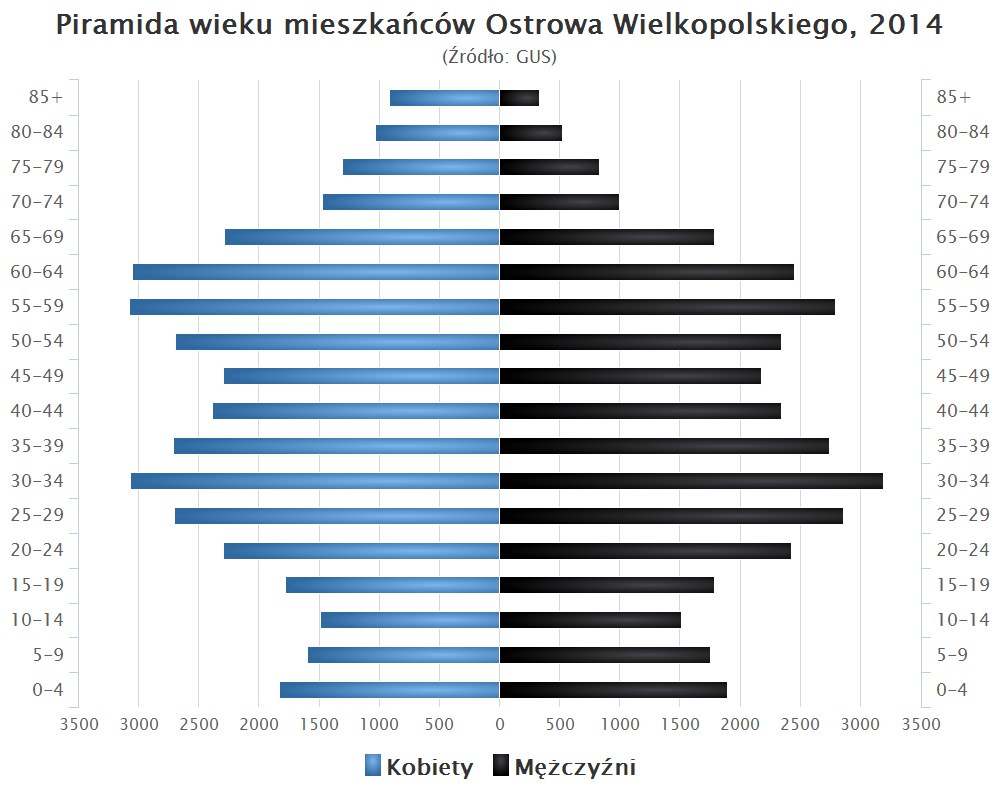
Piramida wieku mieszkańców Ostrowa Wielkopolskiego w 2014 roku

| Liczba mieszkańców Ostrowa Wielkopolskiego według GUS | Liczba mieszkańców Ostrowa Wielkopolskiego według GUS | Liczba mieszkańców Ostrowa Wielkopolskiego według GUS | Liczba mieszkańców Ostrowa Wielkopolskiego według GUS | Liczba mieszkańców Ostrowa Wielkopolskiego według GUS |
| Data (stan na 1 stycznia)                             | Liczba ludności                                       | Przyrost                                              | Gęst. zaludnienia [os./km²]                           | Powierzchnia [km²]                                    |
| ----------------------------------------------------- | ----------------------------------------------------- | ----------------------------------------------------- | ----------------------------------------------------- | ----------------------------------------------------- |
| 2012                                                  | 72 907                                                | –                                                     | 1740                                                  | 41,90                                                 |
| 2013                                                  | 72 933                                                | 26                                                    | 1741                                                  | 41,90                                                 |
| 2014                                                  | 72 890                                                | 43                                                    | 1740                                                  | 41,90                                                 |
| 2015                                                  | 72 754                                                | 136                                                   | 1736                                                  | 41,90                                                 |
| 2016                                                  | 72 635                                                | 119                                                   | 1734                                                  | 41,90                                                 |
| 2017                                                  | 72 526                                                | 109                                                   | 1731                                                  | 41,90                                                 |
| 2018                                                  | 72 364                                                | 162                                                   | 1727                                                  | 41,90                                                 |
| 2019                                                  | 72 050                                                | 314                                                   | 1720                                                  | 41,90                                                 |
| 2020                                                  | 71 931                                                | 119                                                   | 1717                                                  | 41,90                                                 |
| 2021                                                  | 70 868                                                | 1063                                                  | 1691                                                  | 41,90                                                 |
| 2022                                                  | 70 296                                                | 572                                                   | 1678                                                  | 41,90                                                 |
| 2023                                                  | 69 755                                                | 541                                                   | 1665                                                  | 41,90                                                 |
| 2024                                                  | 69 260                                                | 495                                                   | 1653                                                  | 41,90                                                 |

## Architektura

### Zabytki
- układ urbanistyczny oraz archeologiczne warstwy kulturowe (XV–XVIII w.)
- Kościół NMP Królowej Polski – najstarszy zachowany w całości obiekt w mieście, wybudowany w latach 1777–1778 jako drewniana konstrukcja szachulcowa.
- Stary Cmentarz (1784) – jeden z najstarszych czynnych cmentarzy w Polsce; miejsce spoczynku wielu wybitnych mieszkańców Ostrowa Wielkopolskiego i Wielkopolski.
- Ratusz (1828; 1948)
- kamienice (XIX–XX w.)
- Nowa Synagoga – wybudowana w stylu mauretańskim w latach 1857–1860 w dawnej dzielnicy żydowskiej.
- gmach Poczty Polskiej (1886)
- budynek dawnego kasyna oficerskiego (1897–1899)
- Konkatedra św. Stanisława Biskupa – neoromańska świątynia z 1907 wzniesiona według projektu Sylwestra Pajzderskiego i Rogera Sławskiego; wewnątrz rzeźby Władysława Marcinkowskiego i Marcina Rożka.
- Park im. 3 Maja (zał. 1904–1905)
- Kościół św. Antoniego Padewskiego – modernistyczny, wybudowany w latach 1938–1947 według projektu Franciszka Morawskiego.

#### Turystyka
W mieście znajduje się Punkt Informacji Turystycznej przy oddziale PTTK. Przez miasto przebiega siedem szlaków turystycznych: trzy piesze i cztery rowerowe.

##### Szlaki piesze
- pieszy: Jarocin – Pleszew – Gołuchów – ... – Ostrów Wielkopolski – ... – Gola
- pieszy: Ostrów Wielkopolski – Janków Przygodzki – Antonin – Kotłów
- pieszy: Ostrów Wielkopolski – Stary Staw – Lewków – Kwiatków

##### Szlaki rowerowe
- rowerowy – Leśnego Kompleksu Promocyjnego Lasy Rychtalskie: Ostrów-Zębców – Janków Przygodzki – Antonin Nadleśnictwo
- rowerowy: Ostrów Wielkopolski – Wysocko Małe – Chynowa – Antonin – Odolanów – Garki – Moja Wola[26]
- rowerowy – Transwielkopolska Trasa Rowerowa, odcinek południowy: Poznań – Ostrów Wielkopolski – Siemianice
- rowerowy: Ostrów-Piaski – Ostrów-Nowy Staw – Ostrów-Szczygliczka – Lewkowiec – Przybysławice/Raszków

#### Baza hotelowa

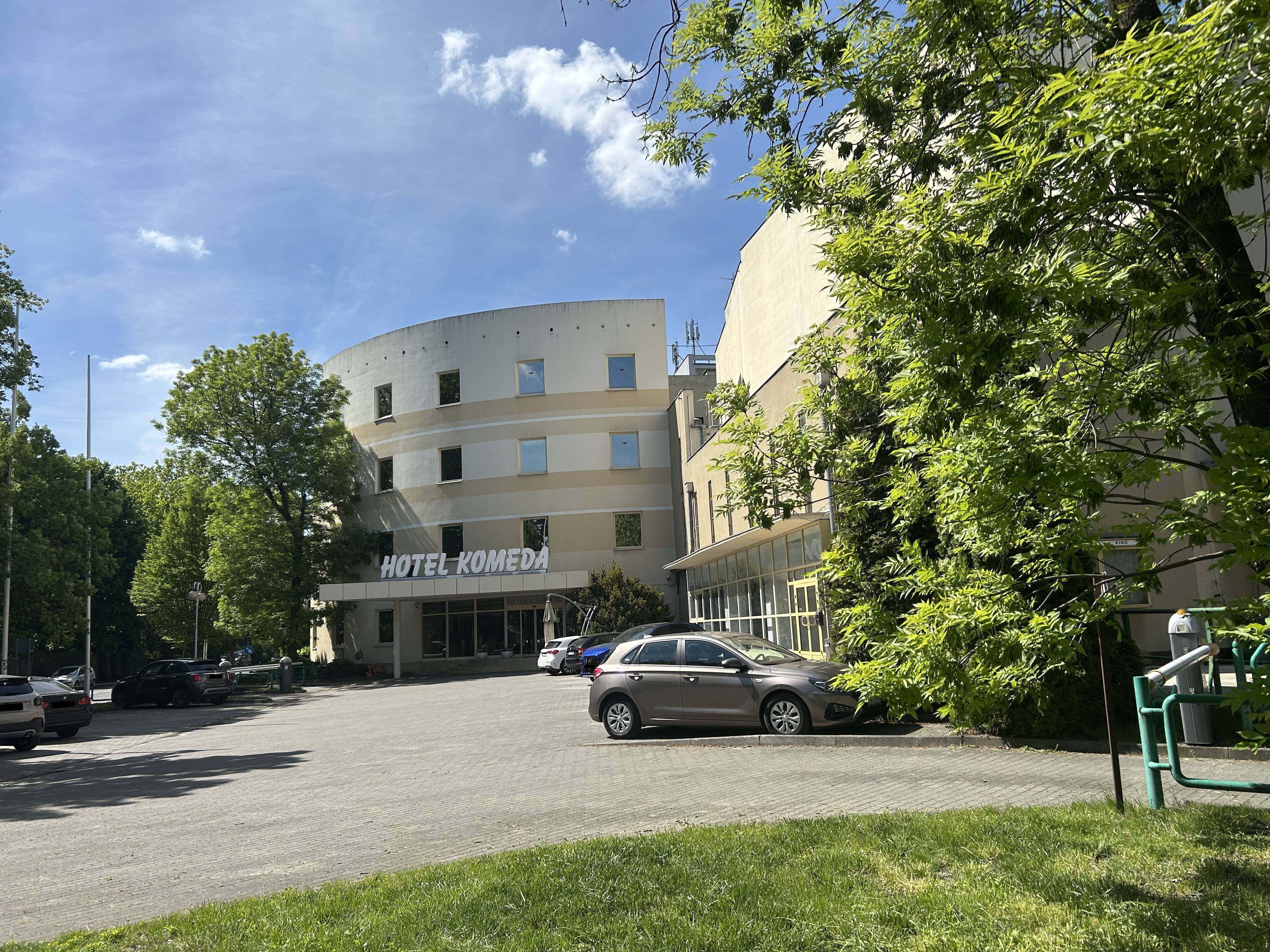
Budynek Hotelu Komeda (2025)

Miasto posiada rozwiniętą infrastrukturę hotelową:
1. Hotel Komeda***
2. Villa Royal***
3. Hotel Polonia***
4. Hotel Granada***
5. Hotel Borowianka***
6. Hotel Omega**
7. Hotel Malwa**
8. Hotel & Restauracja Bankietowa**
9. Hotel Pod Dębami**
10. obiekt hotelowy KS „Stal”
11. Hotel Platan
12. Hotel restauracja Podjadek***

### Zagospodarowanie przestrzeni miejskiej
Miasto w ponad 50% pogrupowane jest w wielkie kompleksy zabudowy jednorodzinnej – osiedle: Krępa, Zacharzew, Zębców i Pruślin, natomiast zabudowa wielorodzinna (wielki zespół mieszkaniowy), skupiona jest na obrzeżach Śródmieścia.
Zabudowa przemysłowa usytuowana jest w obrębie linii kolejowych, centrum i części zachodniej Ostrowa Wielkopolskiego oraz na terenie osiedla Zębców i Stare Kamienice.
Kompleksy terenów zielonych, stanowiące miejsce rekreacji koncentrują się w północnej części miasta (Piaski-Szczygliczka), wschodniej (Krępa) oraz południowej (Zębców).

## Środowisko naturalne

### Klimat
W Ostrowie Wielkopolskim przeważają masy powietrza polarnego (PP) od zachodu i polarno-kontynentalnego (PPk) od wschodu. Okres wegetacyjny trwa tutaj ok. 210–220 dni. Średnia roczna temperatura powietrza wynosi 8 °C, przy czym najcieplejszym miesiącem jest lipiec, ze średnią temperaturą 18,2 °C, natomiast najchłodniejszym – styczeń (–2,2 °C). Całkowita roczna suma opadów wynosi 500–550 mm, w tym 350 mm w półroczu ciepłym. Pokrywa śnieżna utrzymuje się przez 50–60 dni i osiąga maksymalną grubość około 20 cm (najczęściej w lutym).
Warunki klimatyczne Ostrowa Wielkopolskiego wykazują cechy typowe dla zjawiska określanego jako miejska wyspa ciepła, czego efektem jest podwyższenie temperatury powietrza.

### Przyroda
| Rodzaj           | Suma powierzchni |
| ---------------- | ---------------- |
| Lasy             | 309,3 ha         |
| Parki            | 20,2 ha          |
| Zieleńce         | 10,1 ha          |
| Zieleń uliczna   | 33,1 ha          |
| Zieleń osiedlowa | 54,4 ha          |
| Cmentarze        | 29,1 ha          |
| Razem (Σ)        | 456,2 ha         |

#### Lasy
- Las Piaski
- Borek Zębcowski
- Kozi Borek

#### Parki
- Park Miejski
- Park im. Emilii Sczanieckiej
- Park im. Karola Marcinkowskiego
- Park im. 3 Maja
- Park im. Adama Mickiewicza
- Park im. Jana Kilińskiego
- Park Północny
- Ogród Bracki
- Park Kultury i Wypoczynku Piaski-Szczygliczka
- Park 600-lecia

#### Pomniki przyrody
| Gatunek          | Lokalizacja                | Gatunek                     | Lokalizacja                                     |
| ---------------- | -------------------------- | --------------------------- | ----------------------------------------------- |
| Lipa warszawska  | Park Miejski               | Bluszcz pospolity           | Cmentarz, ul. Grabowska                         |
| Klon srebrzysty  | Park Miejski               | Dąb szypułkowy              | ul. Plażowa                                     |
| Grusza pospolita | Park im. 3 Maja            | Dąb szypułkowy              | ul. Daleka                                      |
| Klon srebrzysty  | Park im. 3 Maja            | Dąb szypułkowy              | ul. Poznańska 121 (posesja prywatna)            |
| Lipa Moltkego    | Park im. Jana Kilińskiego  | Dąb szypułkowy (zniszczony) | ul. Poznańska (za przejazdem kolejowo-drogowym) |
| Cis pospolity    | II Liceum Ogólnokształcące | Wiąz szypułkowy             | ul. Limanowskiego                               |

#### Ochrona środowiska
21 czerwca 2016 roku w mieście otwarto Regionalny Zakład Zagospodarowania Odpadów (RZZO), do przetwarzania mechaniczno-biologicznego śmieci komunalnych z Ostrowa Wielkopolskiego oraz 20 gmin regionu.
W styczniu 2018 roku w mieście zamontowano sieć czujników powietrza (po jednym na każdym osiedlu), które identyfikują źródło smogu.

## Gospodarka

### Ośrodek przemysłowy
Ostrów Wielkopolski jest jednym z głównych ośrodków Kalisko-Ostrowskiego Okręgu Przemysłowego w aglomeracji kalisko-ostrowskiej. Ośrodek przemysłu elektromaszynowego w tym produkcji wagonów kolejowych (Polski Tabor Szynowy Sp. z o.o.), przemysłu precyzyjnego, środków transportu, odzieżowego, drzewnego, materiałów budowlanych i spożywczego. Okolice miasta są jednym z głównym obszarów wydobycia gazu ziemnego w Polsce.
Podstrefa Kamiennogórskiej SSE o obszarze 5,8516 ha.

### Podmioty gospodarcze
| 2013 | 2014 | 2015 | 2016 | 2017 |
| ---- | ---- | ---- | ---- | ---- |
| 9068 | 9081 | 9124 | 9097 | 9116 |

### Dochód na mieszkańca
| 2013 | 2014 | 2015 | 2016 | 2017 |
| ---- | ---- | ---- | ---- | ---- |
| 3086 | 3212 | 3357 | 3484 | 3886 |

### Bezrobocie
| 2013 | 2014 | 2015 | 2016 | 2017 |
| ---- | ---- | ---- | ---- | ---- |
| 2874 | 2262 | 1800 | 1462 | 1016 |

### Struktura użytkowania gruntów
| Rodzaj                            | Powierzchnia | %      |
| --------------------------------- | ------------ | ------ |
| Użytki rolne                      | 2200 ha      | 51,90% |
| Użytki leśne                      | 410 ha       | 9,67%  |
| Grunty zabudowane i zurbanizowane | 1550 ha      | 36,57% |
| Wody                              | 39 ha        | 0,92%  |
| Nieużytki i tereny różne          | 40 ha        | 0,94%  |
| Razem (Σ)                         | 4 239 ha     | 100%   |

## Energetyka
W 2018 roku Centrum Rozwoju Komunalnego zainicjowało projekt stworzenia miejskiego systemu energetycznego, obejmującego podnoszenie efektywności energetycznej, wytwarzanie energii ze źródeł odnawialnych, rozwój elektromobilności oraz zarządzenie energią w celu zapewnienia miastu samowystarczalności energetycznej. Pierwsze autobusy elektryczne w mieście, napędzane są energią elektryczną z lokalnych źródeł odnawialnych.

## Opieka zdrowotna

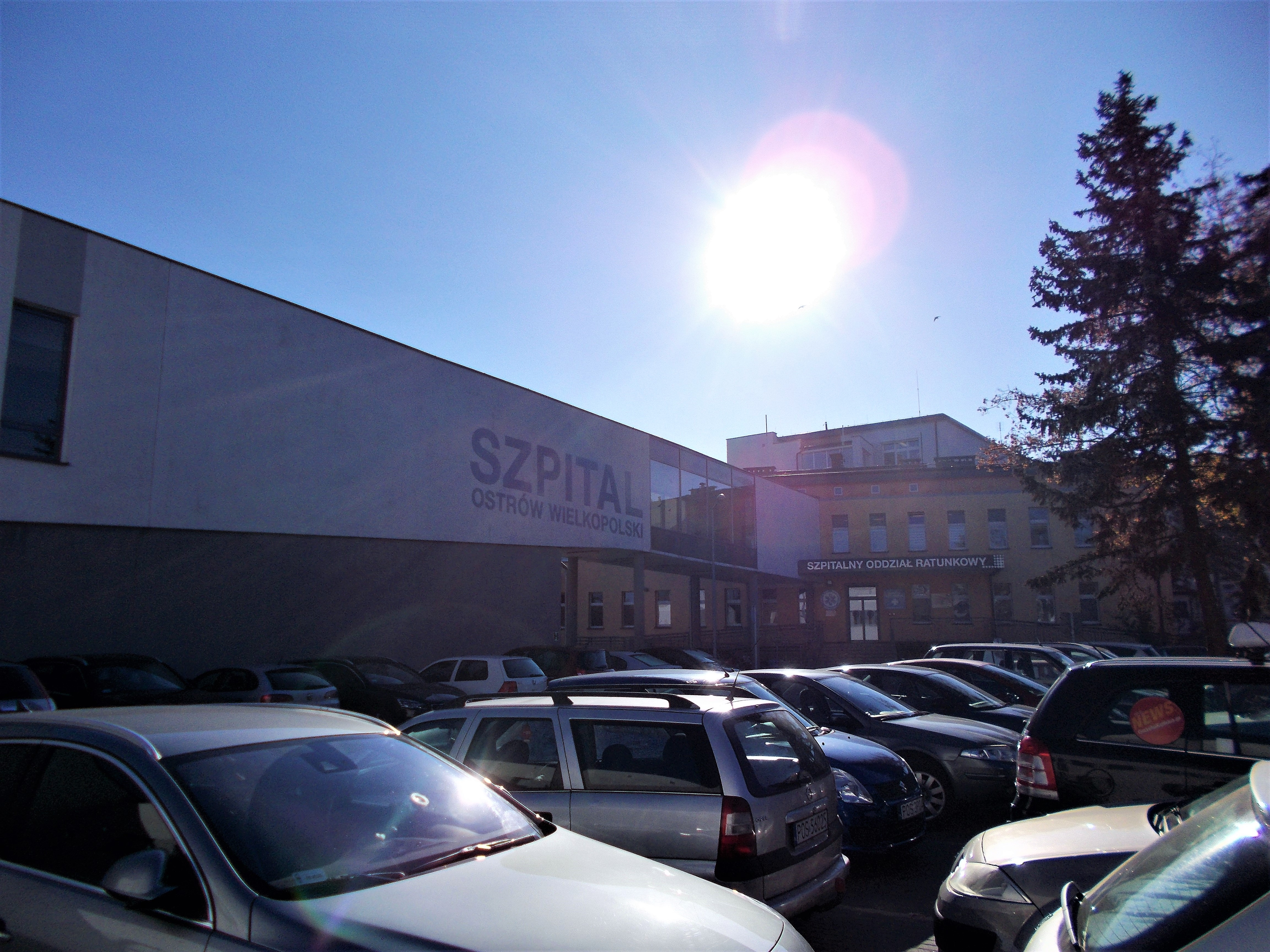
Szpital w Ostrowie Wielkopolskim

W mieście działa Zespół Zakładów Opieki Zdrowotnej w Ostrowie Wielkopolskim (jedyny szpital w powiecie ostrowskim), otwarty w 1966; w 2010 przy szpitalu uruchomiono sanitarne Lądowisko Ostrów Wielkopolski.

## Transport

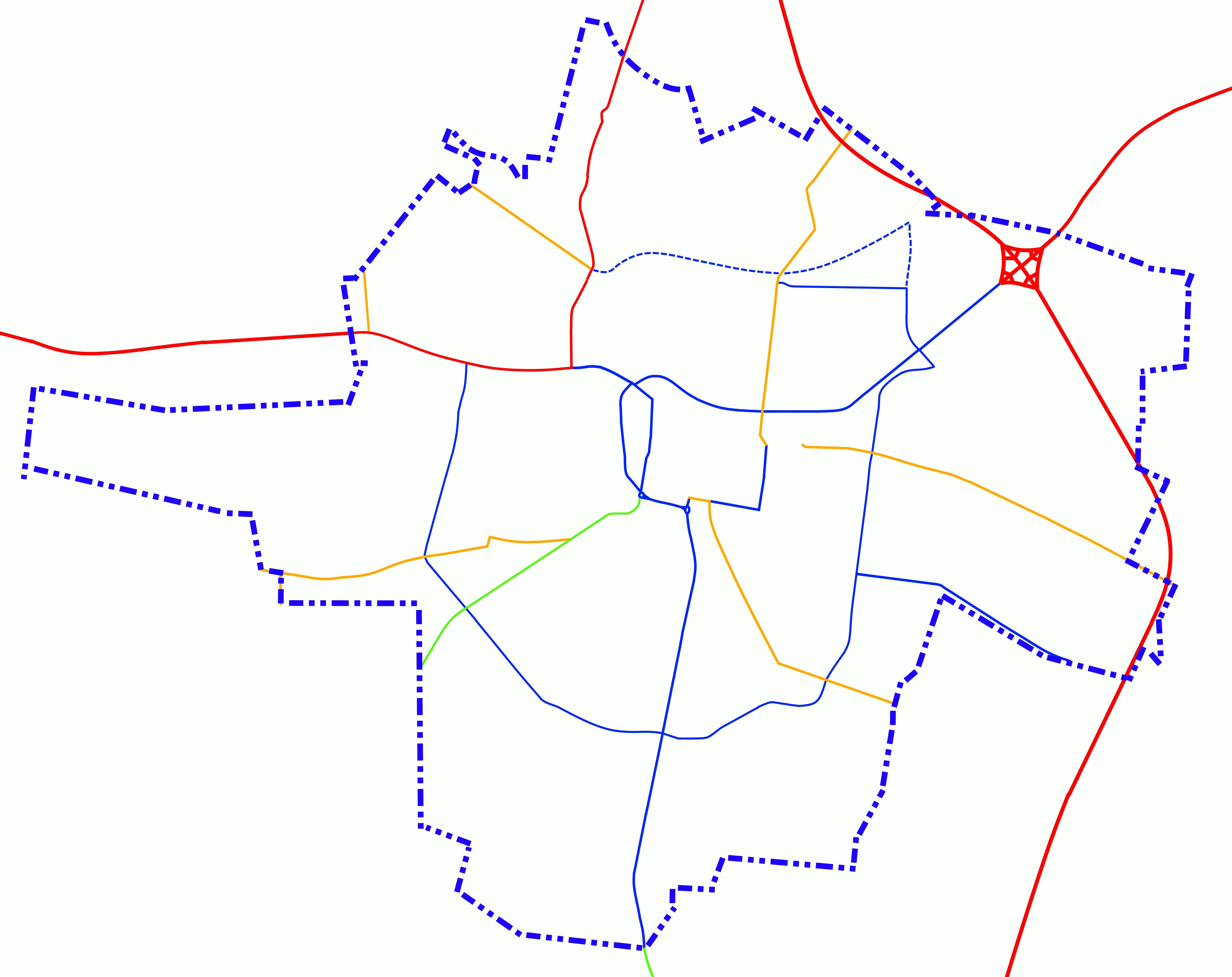
Układ drogowy Ostrowa Wielkopolskiego (niebieską linią ciągłą oznaczone najważniejsze drogi miejskie, przerywaną planowane i budowane)

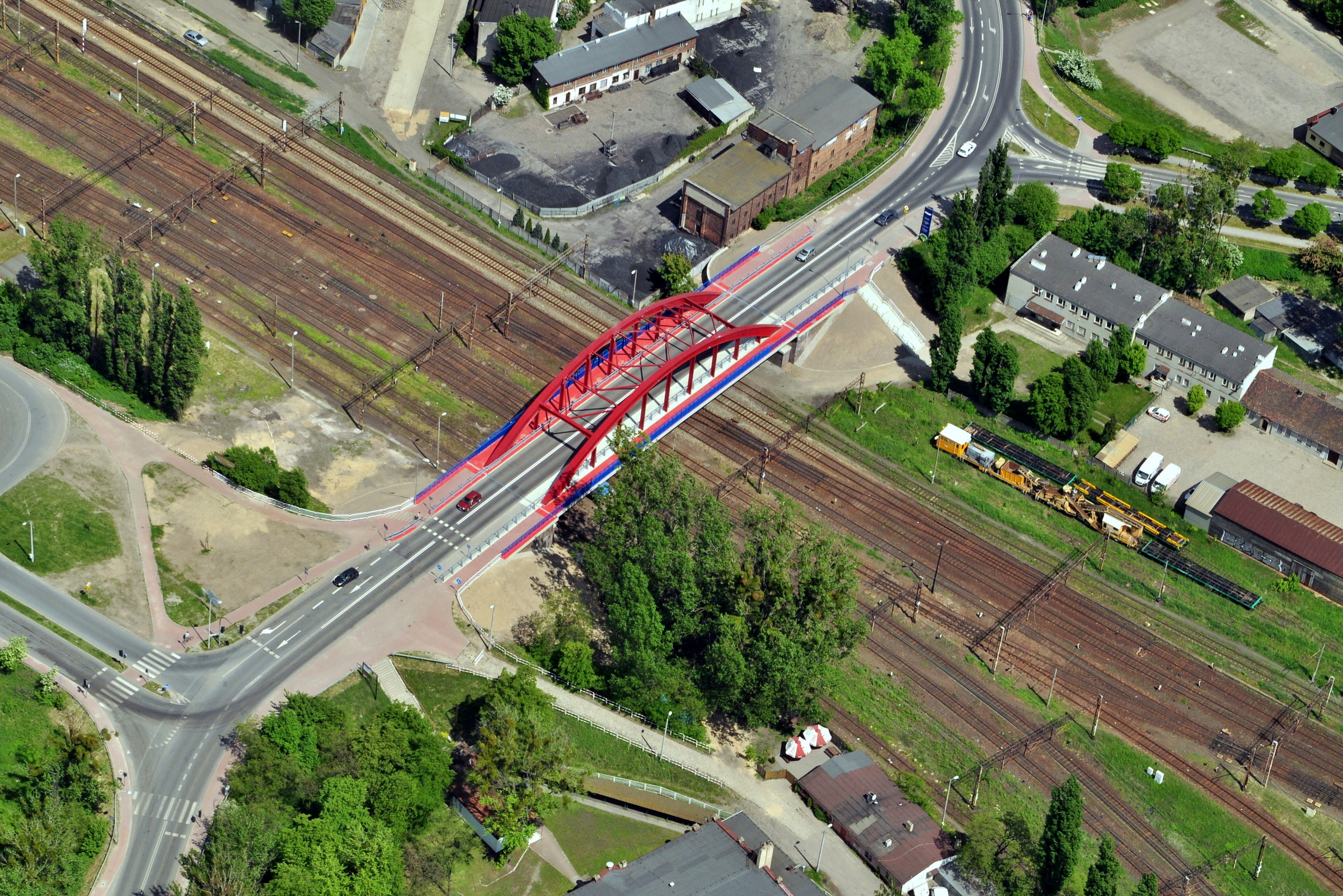
Wiadukt na drodze wojewódzkiej nr 445

### Transport drogowy
W mieście krzyżują się drogi krajowe (na schemacie w kolorze czerwonym) oraz wojewódzkie (kolor zielony):
- S11 Kołobrzeg – Piła – Poznań – Ostrów – Lubliniec – Bytom – (Katowice): pierwszy etap obwodnicy zbudowano w 2009 roku, a drugi w latach 2014–2017
- 25 (Koszalin) – Bobolice – Bydgoszcz – Inowrocław – Konin – Kalisz – Ostrów – Oleśnica – (Wrocław): częściowo
- 36 (Legnica) – Prochowice – Lubin – Rawicz – Krotoszyn – Ostrów
- 445 Odolanów – Ostrów

#### Rama komunikacyjna
Od 2010 roku budowana jest rama komunikacyjna łącząca zewnętrzne osiedla miasta i umożliwiająca komunikację z pominięciem zatłoczonego centrum. Rama dzieli się na: zachodnią (ul. Wybickiego – Chłapowskiego przebudowane w latach 2020–2021, Długa – Siewna – Brzozowa przebudowane w 2014), wschodnią (Sadowa budowana w 2011, Strzelecka budowa odcinka Kamienna-Klasztorna w 2009–2010, Witosa – Ofierskiego – Serwańskiego budowa w 2010–2011) oraz północną (od Kaliskiej do Grunwaldzkiej) budowaną w latach 2019–2020.
W lipcu 2022 roku rozpoczęto budowę połączenia z ul. Torową i przebudowę tej ulicy aż do budowanego ronda na skrzyżowaniu z Limanowskiego, która ma zakończyć się w październiku kolejnego roku. Planowana jest dalsza budowa ramy komunikacyjnej wzdłuż Osadniczej oraz połączenie z Rondem Republiki Ostrowskiej i ul. Poznańską wiaduktem kolejowym.

#### Komunikacja miejska
W Ostrowie funkcjonuje autobusowa komunikacja miejska (MZK Ostrów Wlkp.) obsługująca 23 linii, także połączenia z miejscowościami powiatu i południowej Wielkopolski (Kalisz, Krotoszyn, Pleszew i inne). Połączenie Ostrów – Kalisz do 2021 roku było obsługiwane wspólnie przez MZK Ostrów Wlkp. oraz Kaliskie Linie Autobusowe, a połączenie Ostrów – Krotoszyn nadal także przez Miejski Zakład Komunikacji w Krotoszynie.
W 2019 roku otwarte zostało Centrum Przesiadkowe, które obsługuje połączenia autobusowe większości linii miejskich, podmiejskich oraz połączenia dalekobieżne.
W 2017 roku rozpoczął działalność system Ostrowskiego Roweru Miejskiego, który cztery lata później obejmuje 13 stacji i 121 rowerów (w tym rowery typu cargo).

### Transport kolejowy

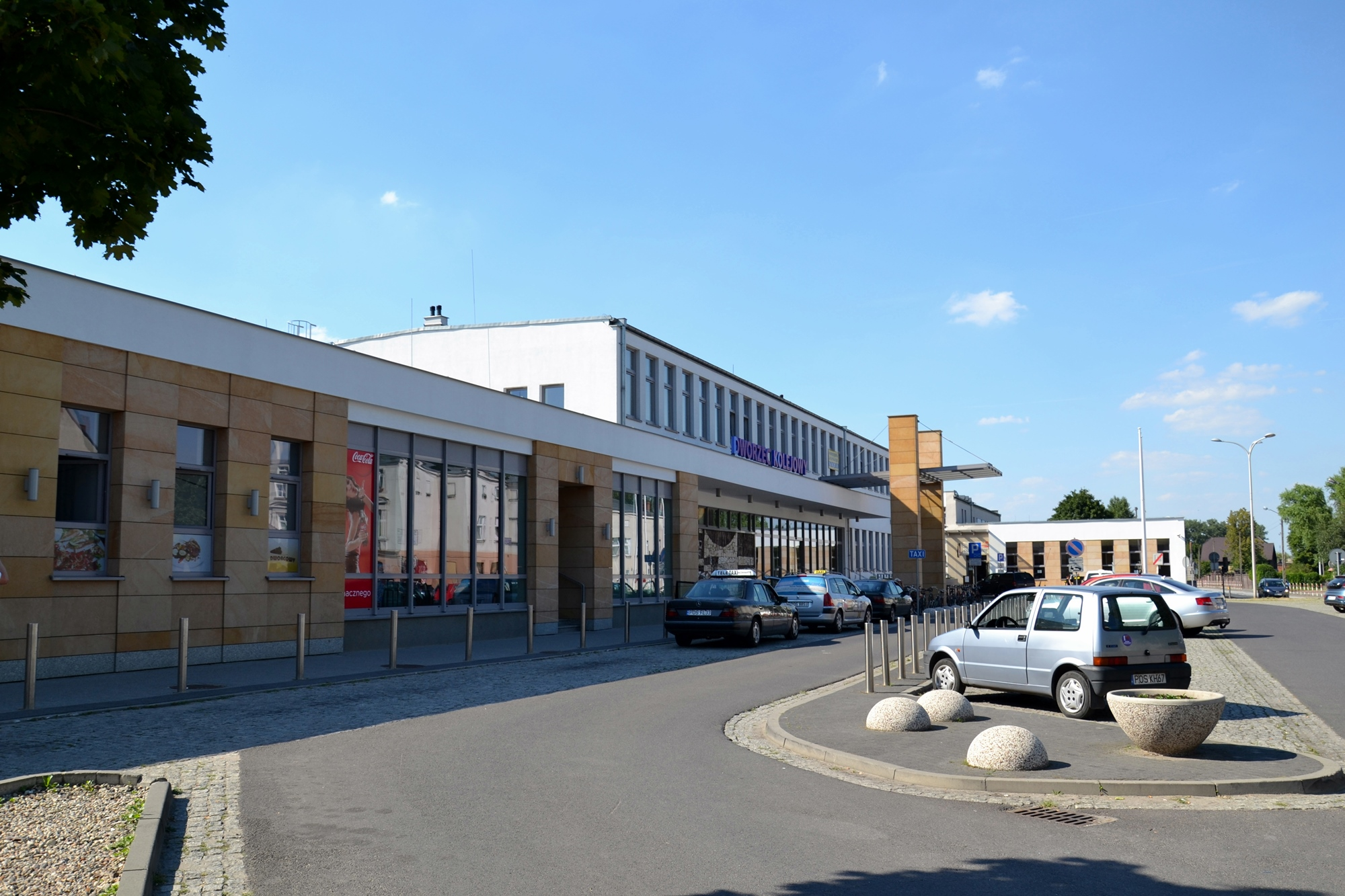
Dworzec kolejowy w Ostrowie Wlkp.

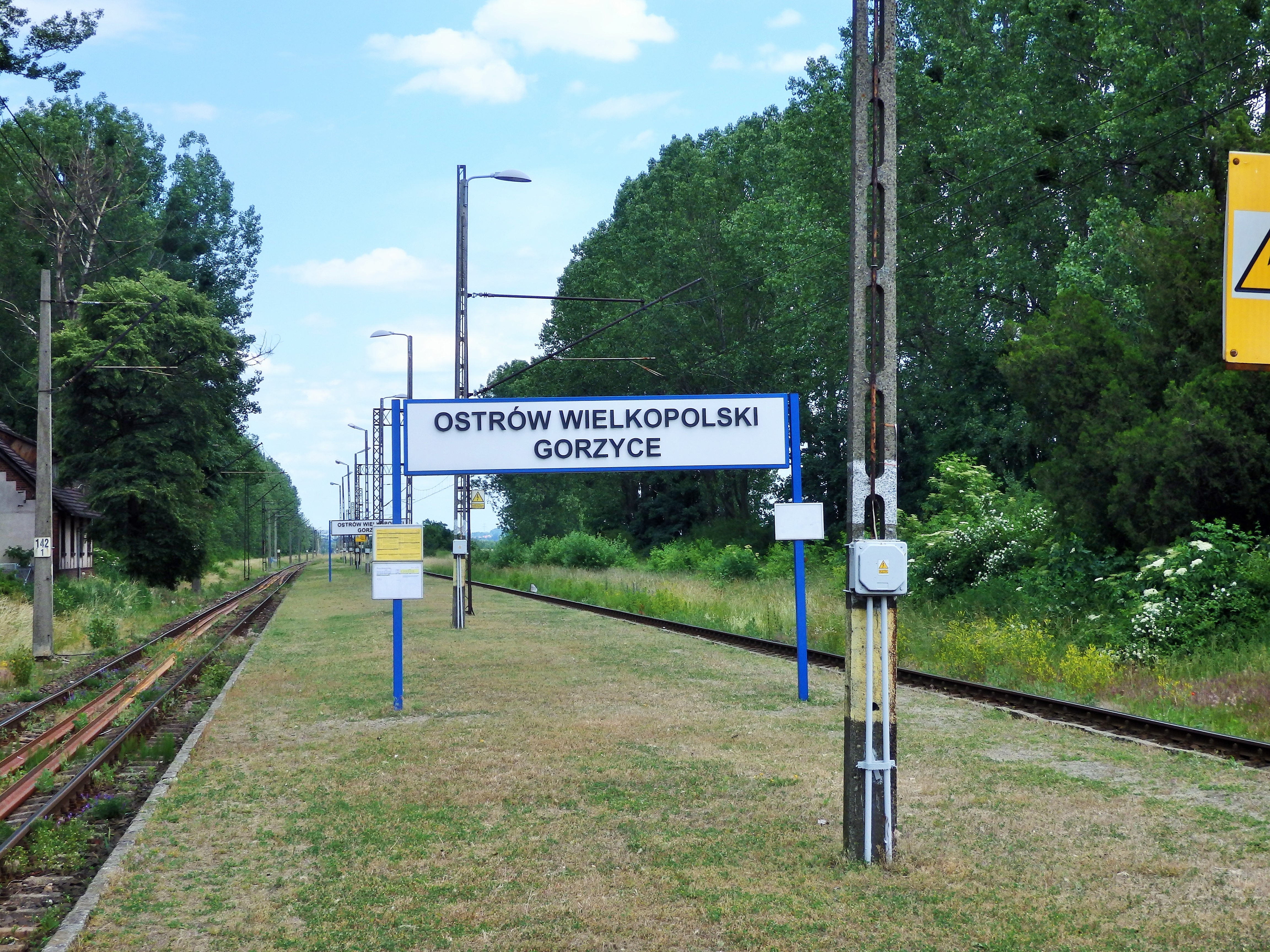
Przystanek kolejowy Ostrów Wielkopolski Gorzyce

Ostrów Wielkopolski jest dużym węzłem kolejowym. Znajdują się tutaj dwie lokomotywownie Przewozów Regionalnych i PKP Cargo.
Miasto posiada 3 stacje / przystanki kolejowe:
- Ostrów Wielkopolski (osobowy i towarowy)
- Ostrów Wielkopolski Gorzyce (osobowy)
- Ostrów Wielkopolski Zachodni (towarowy)

Linie kolejowe wybiegają z Ostrowa Wielkopolskiego w pięciu kierunkach (bezpośrednie połączenia pasażerskie):
- nr 14: Łódź Kaliska – Tuplice
- nr 272: Kluczbork – Poznań Główny
- nr 355: Ostrów Wielkopolski – Grabowno WielkieDworzec kolejowy stacji Ostrów Wielkopolski został włączony sieć obiektów podlegających Oddziałowi Dworce Kolejowe PKP. Otrzymał kategorię stacji regionalnej[52]. Ponadto w Ostrowie znajdują się inne instytucje związane z grupą PKP[potrzebny przypis]:
- Zakład Linii Kolejowych PKP Polskie Linie Kolejowe
- Sekcje Przewozów Pasażerskich Przewozów Regionalnych i inne

#### Kolej wąskotorowa
W ośrodku sportowo-rekreacyjnym Piaski-Szczygliczka funkcjonowała od lat 70. do 2004 roku turystyczna kolejka wąskotorowa (4 przystanki).

#### Szybka kolej
Wg planów sprzed 2014 roku w Ostrowie albo Kaliszu miało być zlokalizowane rozwidlenie linii Y kolei dużych prędkości, jednak z w związku z planami Centralnego Portu Komunikacyjnego rozwidlenie znajdzie się w Sieradzu, a linia w kierunku Poznania przebiegnie przez Kalisz.

### Transport lotniczy

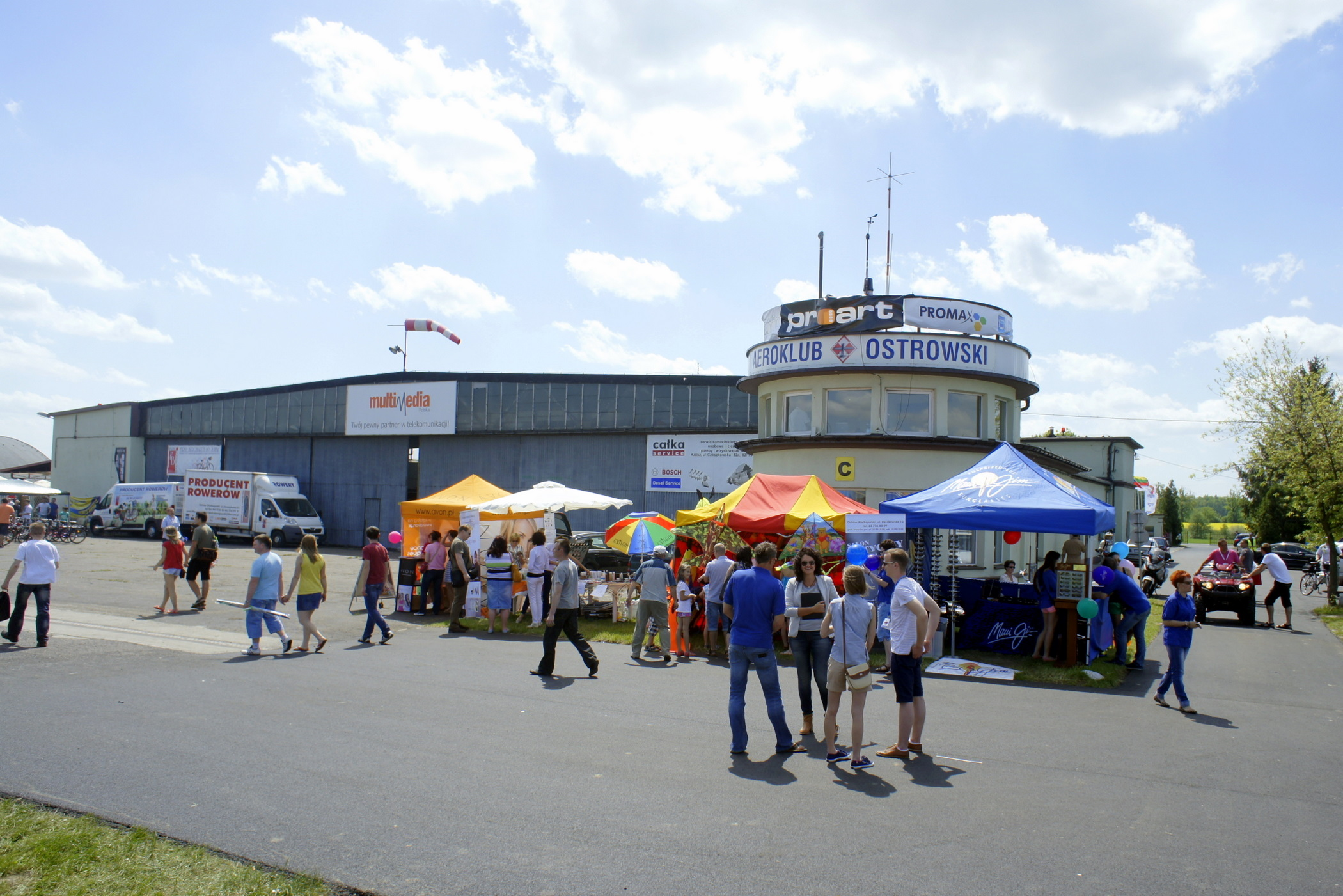
Lotnisko w Michałkowie

Sportowe Lotnisko Ostrów Wielkopolski-Michałków, położone 6 km na północ od miasta, używane jest przez Aeroklub Ostrowski. Na jego terenie od 2015 roku znajduje się baza śmigłowcowa Lotniczego Pogotowia Ratunkowego, a w 2018 zbudowano profesjonalną, stałą siedzibę. Znajduje się też tutaj Baza Leśna oraz Baza Samolotów Gaśniczych.
Z kolei przy szpitalu przy ul. Limanowskiego znajduje się śmigłowcowe lądowisko sanitarne.
Najbliższe międzynarodowe porty lotnicze od Ostrowa Wielkopolskiego to: port lotniczy Wrocław-Strachowice (ok. 100 km), port lotniczy Poznań-Ławica (ok. 110 km) oraz port lotniczy Łódź-Lublinek (ok. 140 km).

## Kultura
Główne instytucje kultury w Ostrowie Wlkp. to Muzeum Miasta Ostrowa Wielkopolskiego, Ostrowskie Centrum Kultury, Forum Synagoga (z siedzibą w Nowej Synagodze), Biblioteka Publiczna im. Stefana Rowińskiego, Młodzieżowy Dom Kultury, Galeria Sztuki Współczesnej, Galeria 33. W latach 1996–2020 w mieście działało kino „Komeda”, a od 2021 kino „Helios”
W Ostrowie działa filia Książnicy Pedagogicznej im. Alfonsa Parczewskiego w Kaliszu.

### Cykliczne imprezy

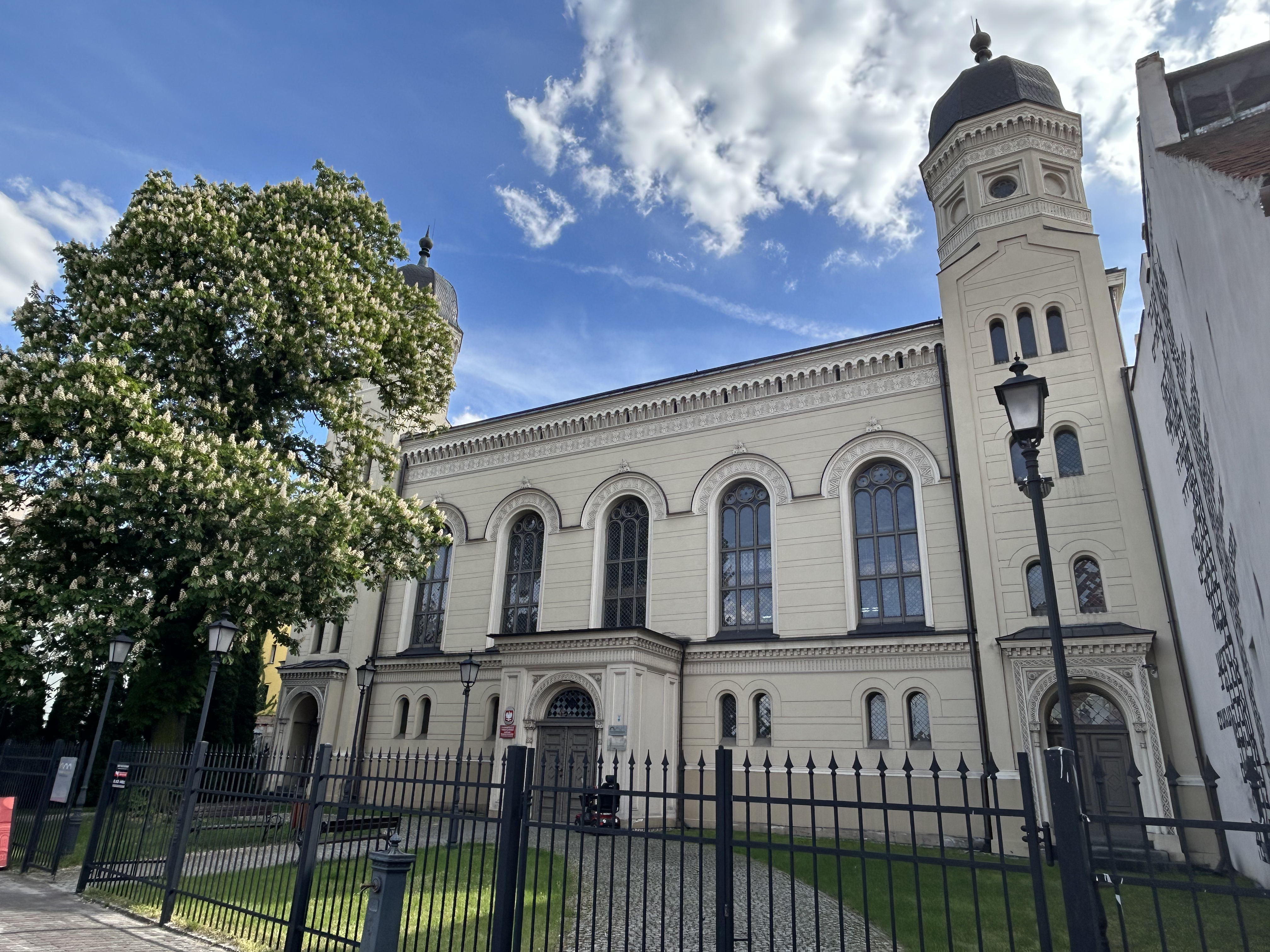
Nowa Synagoga (Forum Synagoga) (2025)

- Międzynarodowy Festiwal Chopin w barwach jesieni (1982)
- Międzynarodowe Biennale Małej Formy Graficznej i Exlibrisu (1985)
- Międzynarodowy Festiwal Bluesowy Jimiway Blues Festival (1991)[56]
- Festiwal Wszystko jest poezją (1992)[57]
- Jazz w Muzeum (1994)
- Ogólnopolski Festiwal Chórów Szkół Muzycznych Bel Canto (1996)[58]
- Ogólnopolski Festiwal Teatrów Niezależnych OFTeN (2000)[59]
- Festiwal Reggae na Piaskach (2001)[60]
- Festiwal Filmowy im. Krzysztofa Komedy (2012)[61]
- Ogólnopolska Konferencja Naukowa Lokalna społeczność żydowska (2013)[62]
- Międzynarodowa Konferencja Biblijna (2014)[63]
- Festival Mazel Tov[64]
- Festyn Miejski majOSTaszki

## Edukacja

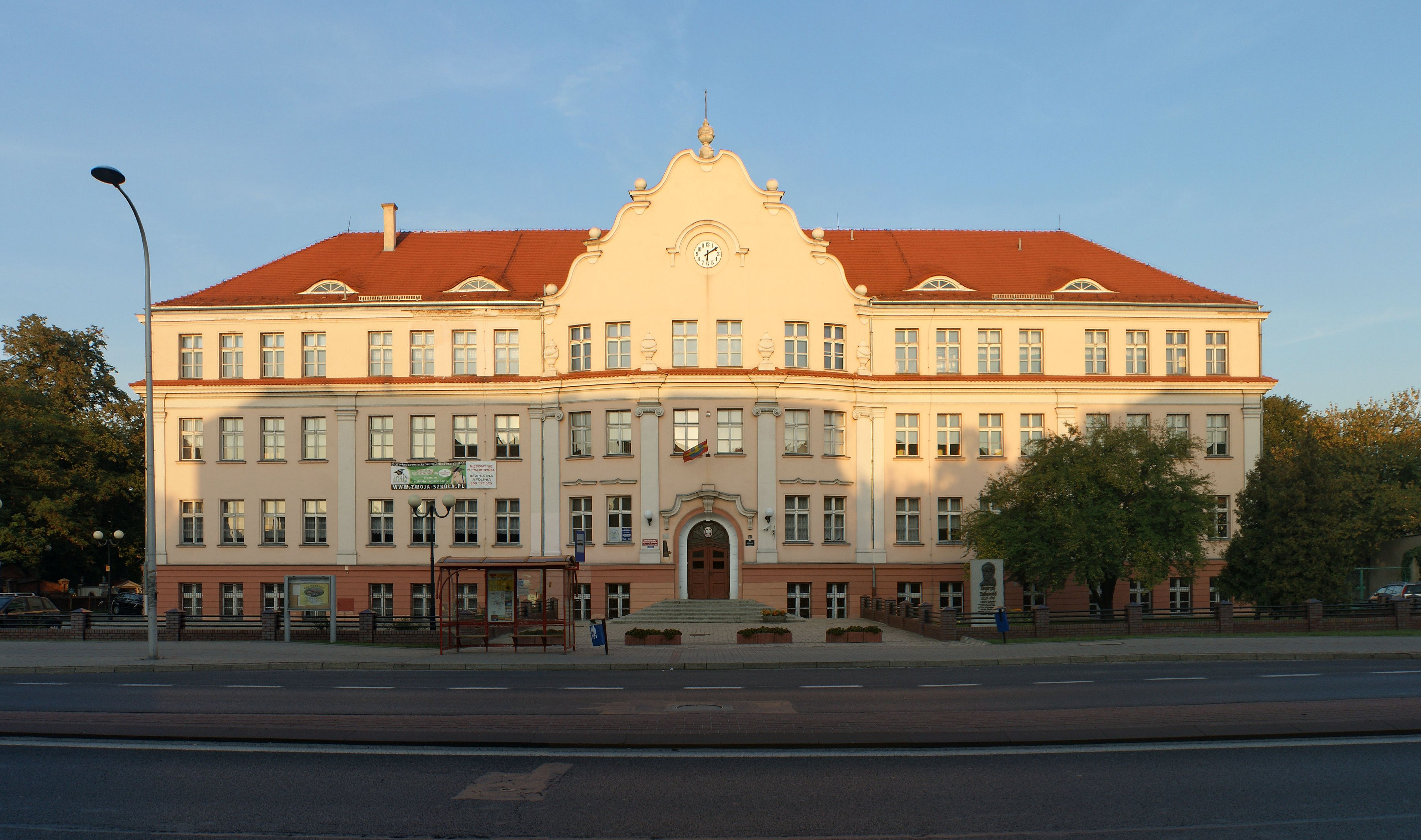
Budynek Szkoły Podstawowej nr 2 im. Ewarysta Estkowskiego

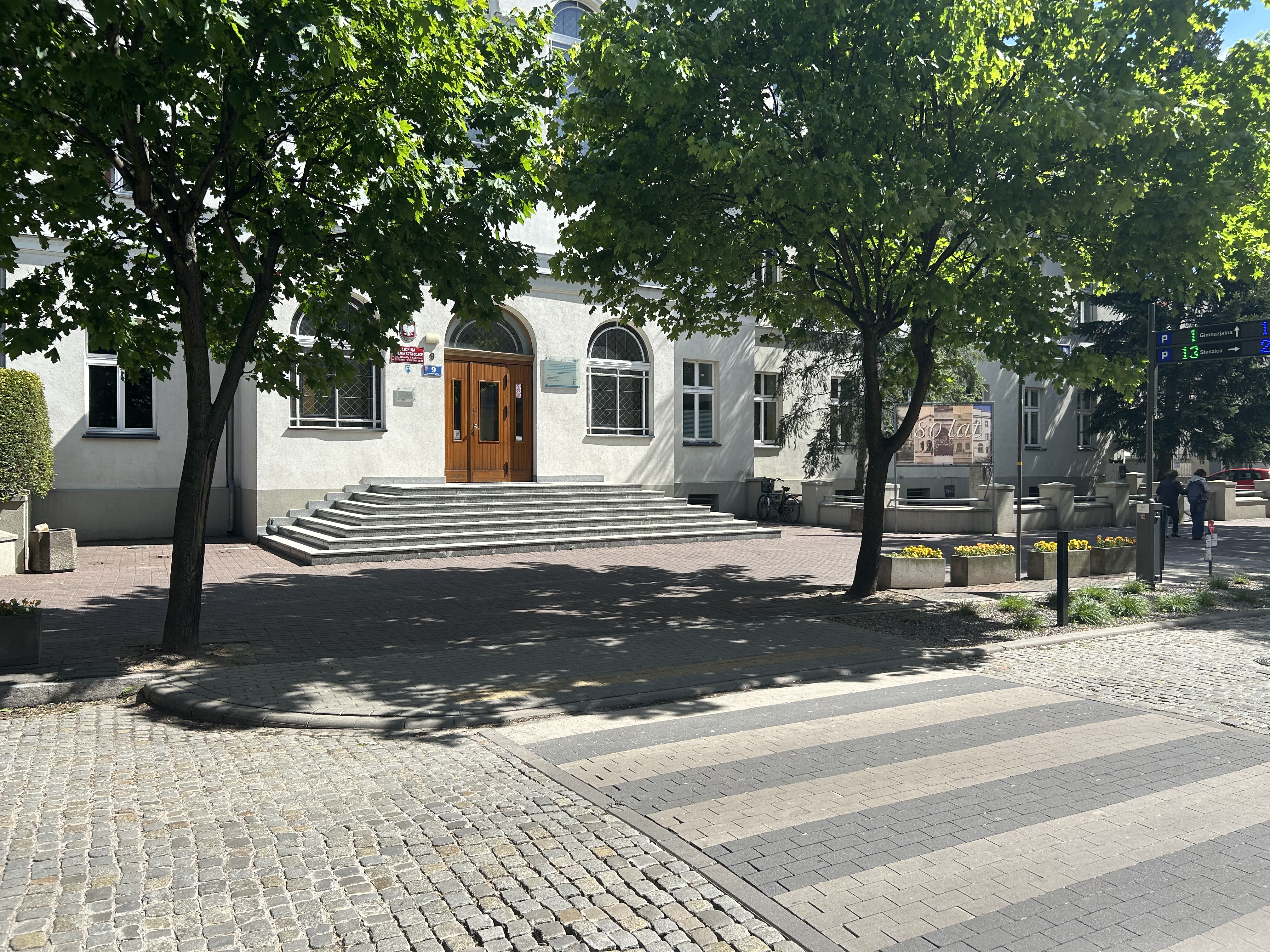
I Liceum Ogólnokształcące im. ks. J. Kompałły i W. Lipskiego – najstarsza szkoła średnia w mieście (2025)

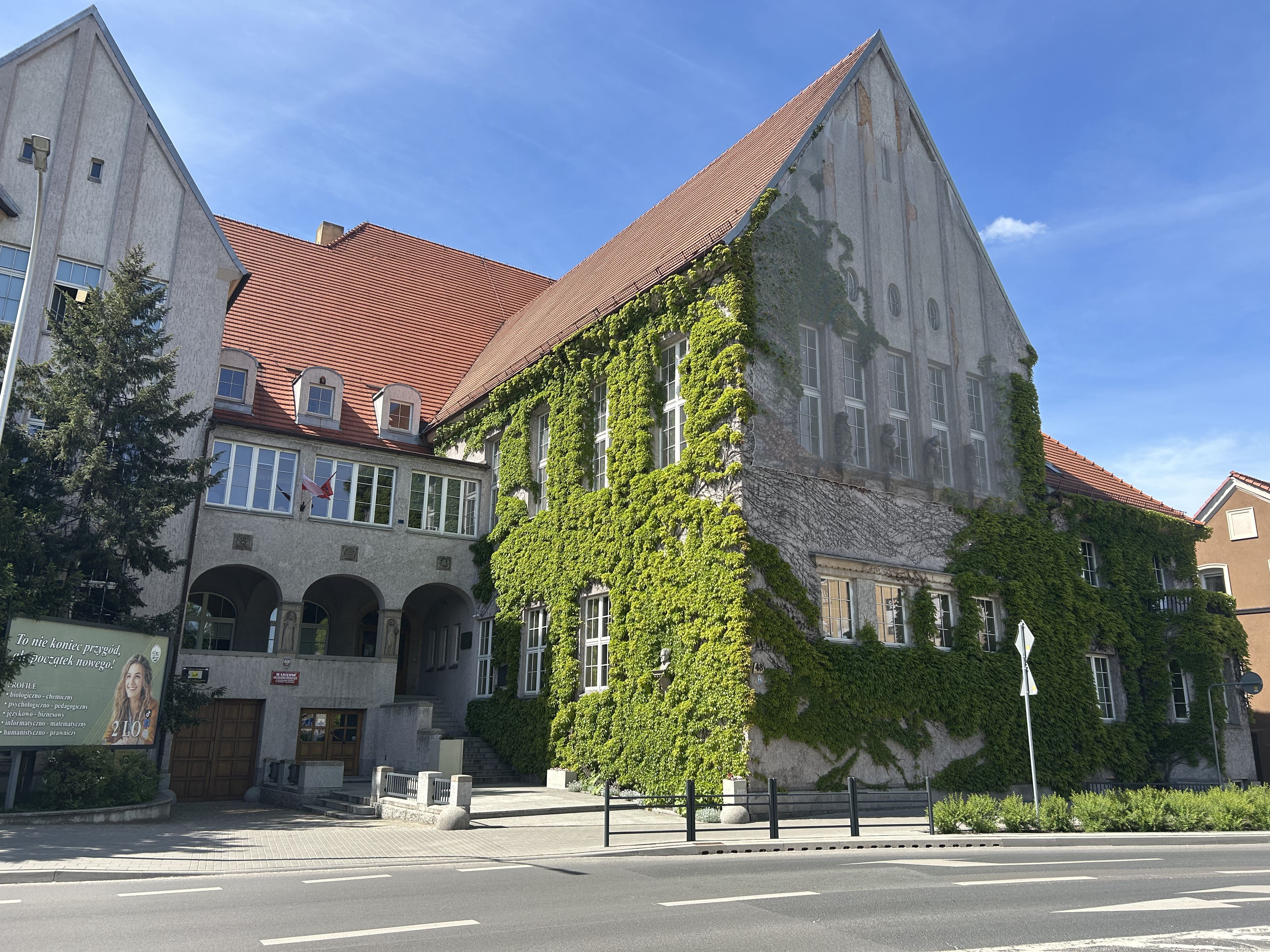
II Liceum Ogólnokształcące im. Władysława Reymonta (2025)

### Placówki oświatowe
- 22 przedszkola (15 publicznych oraz 7 niepublicznych)[65]
- 15 szkół podstawowych (10 publicznych oraz 5 niepublicznych)[66]

#### Licea
- 7 liceów ogólnokształcących[67]
  - I Liceum Ogólnokształcące im. ks. Jana Kompałły i Wojciecha Lipskiego
  - II Liceum Ogólnokształcące im. Władysława Reymonta
  - III Liceum Ogólnokształcące
  - IV Liceum Ogólnokształcące im. Fryderyka Chopina
  - Liceum Ogólnokształcące Spółdzielni Oświatowej
  - Liceum Ogólnokształcące Sióstr Salezjanek
  - Polsko–Kanadyjskie Liceum Ogólnokształcące im. A. Bella

#### Zespoły szkół zawodowych
- 5 zespołów szkół zawodowych[67]
  - Zespół Szkół Ekonomicznych im. Józefa Gniazdowskiego w Ostrowie Wielkopolskim
  - Zespół Szkół Usługowych
  - Zespół Szkół Budowlano–Energetycznych
  - Zespół Szkół Technicznych
  - Zespół Szkół Transportowo–Elektrycznych – Centrum Kształcenia Ustawicznego

#### Szkoły artystyczne
- Zespół Szkół Muzycznych I i II stopnia im. Krzysztofa Komedy-Trzcińskiego

#### Szkoły policealne (niepubliczne)
- 8 niepublicznych szkół policealnych (w tym 7 o uprawnieniach szkoły publicznej)[68]
  - Policealna Szkoła Detektywów i Pracowników Ochrony
  - Niepubliczna Policealna Szkoła Zarządzania i Finansów
  - Szkoła Informatyki i Internetu
  - Studium Zdrowia i Urody
  - Szkoła Kosmetyczna Akademie Prenier
  - Policealna Szkoła Medyczna TEB dla Dorosłych
  - Wielkopolskie Samorządowe Centrum Kształcenia Zawodowego i Ustawicznego
    - Medyczne Studium Zawodowe im. Hanny Chrzanowskiej
    - Policealna Szkoła Służb Społecznych i Medycznych dla Dorosłych

#### Szkoły wyższe
- Społeczna Akademia Nauk w Łodzi, Wydział Zamiejscowy w Ostrowie Wlkp.

W 2011 działała niepubliczna Wyższa Szkoła Inżynierska w Ostrowie Wielkopolskim.

### Pozostałe placówki
- Ostrowski Uniwersytet Trzeciego Wieku (skrót OUTW) – utworzony w 2007[70]
- Ośrodek Badań nad Historią i Kulturą Żydów z Południowej Wielkopolski – zamiejscowy ośrodek naukowo-badawczy Uniwersytetu Wrocławskiego[71][72]

## Media

### Telewizja
- Telewizja Kablowa Proart
- Ostrow24.tv
- Telewizja Internetowa ok24.tv – portal aglomeracyjny

### Radio
- Radio Eska (Ostrów 89,3 FM)

### Prasa
- Głos Wielkopolski
- Kolekcjoner Ostrowski (kwartalnik)
- Kurier Ostrowski
- Nasz Rynek – bezpłatny tygodnik aglomeracji kalisko–ostrowskiej

### Portale internetowe
- ostrow.naszemiasto.pl
- ostrowwlkp.info
- wlkp24.info
- ostrow.naszemiasto.pl
- tubaostrowa.pl
- kurierostrowski.pl
- infostrow.pl
- sportowyostrow.pl
- iOstrowWlkp.pl gazeta internetowa
- TwójOstrów.pl

## Sport

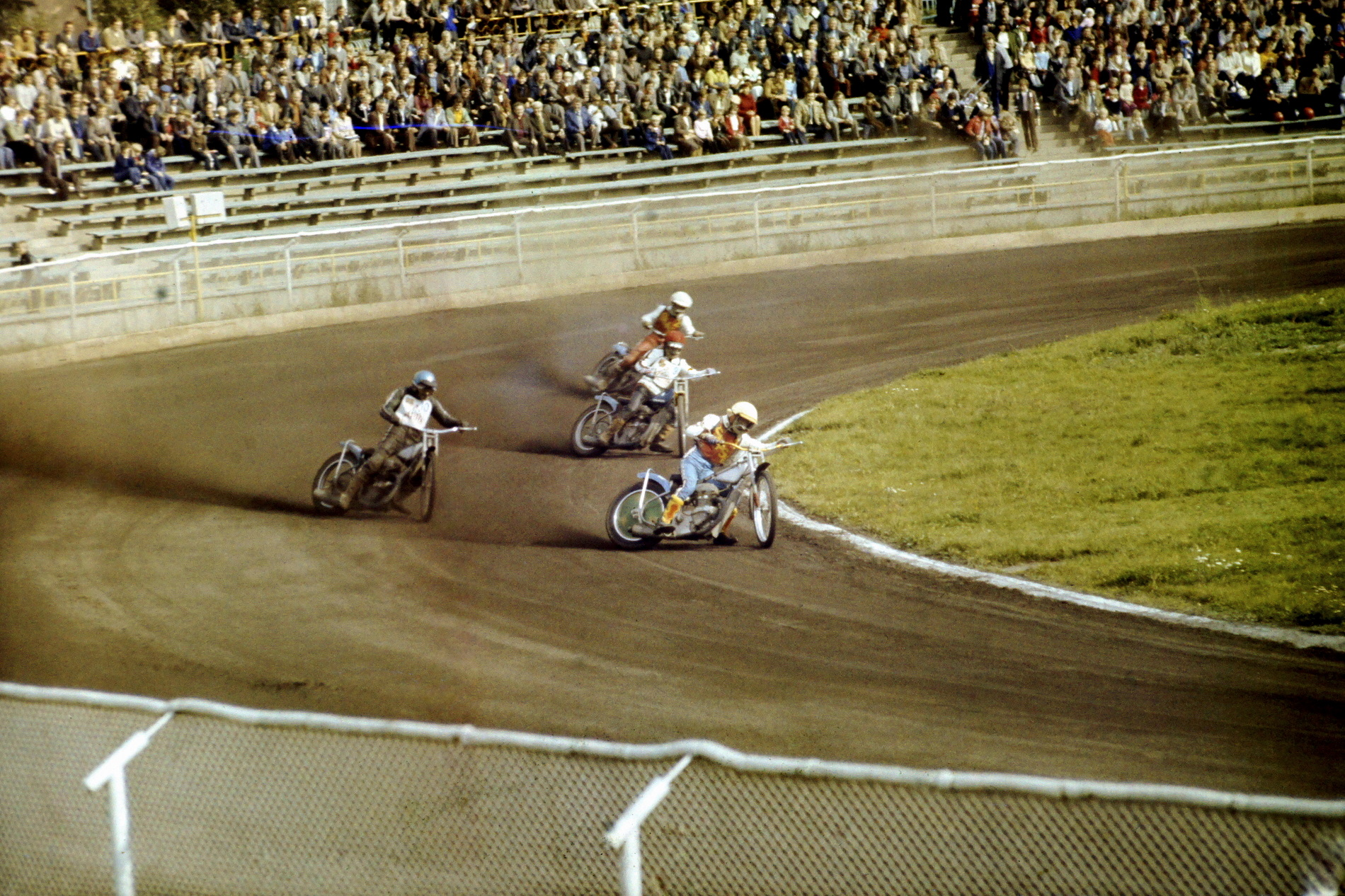
Tor żużlowy – mecz KKS Ostrovia ze Śląskiem Świętochłowice w 1980 r.

W 2007 w Ostrowie Wielkopolskim rozegrano indywidualne mistrzostwa świata juniorów na żużlu. W czerwcu 2013 lotnisko Aeroklubu Ostrowskiego w Michałkowie, było miejscem spotkania 17. szybowcowych mistrzostw Europy FAI. W 2015 na Stadionie Miejskim odbył się finał indywidualnych mistrzostw Europy na żużlu.
Funkcjonują trzy ligi amatorskie:
- Ostrowska Liga Koszykówki – grają także zespoły z Kalisza, Konina, Krotoszyna i Pleszewa.
- Halowa Liga Piłki Nożnej – dwie ligi, działa od 1992 roku[potrzebny przypis], głównie zespoły z powiatu ostrowskiego.
- Ostrowska Liga Piłki Nożnej Amatorskiej „OLPNA” – działa od lipca 2006.

### Obiekty sportowe

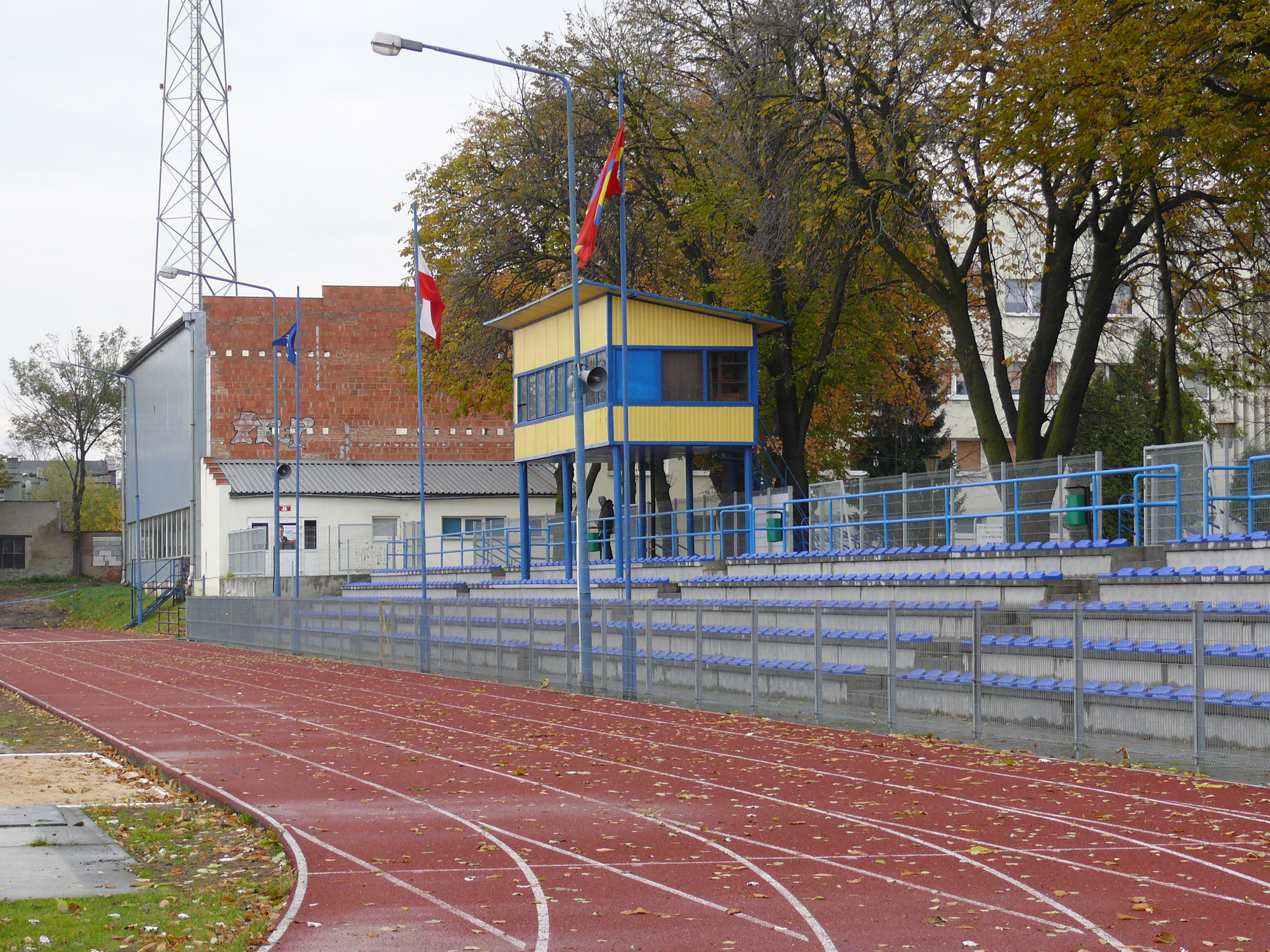
Stadion (ul. Kusocińskiego 1)

Najważniejsze obiekty sportowe na terenie Ostrowa Wielkopolskiego
| Obiekt                            | Adres                | Przeznaczenie                              | Liczba miejsc na widowni |
| --------------------------------- | -------------------- | ------------------------------------------ | ------------------------ |
| Stadion Miejski                   | ul. Piłsudskiego 64  | tor żużlowy, boisko piłkarskie             | 12 000                   |
| Hala Klubu Sportowego Stal        | ul. Kusocińskiego 1  | wielofunkcyjna                             | 1 500                    |
| Stadion                           | ul. Kusocińskiego 1  | boisko piłkarskie, stadion lekkoatletyczny | 750                      |
| Hala sportowa i boisko piłkarskie | ul. Krotoszyńska 171 | wielofunkcyjna                             | 410                      |
| Basen Miejski „Olimpijska”        | ul. Paderewskiego 4  | pływanie                                   | –                        |
| Lodowisko-rolkowisko              | Aleja Solidarności   | jazda na łyżwach, jazda na rolkach         | –                        |

### Ostrowskie drużyny sportowe
| Dyscyplina      | Nazwa klubu |
| --------------- | --- |
| Sport żużlowy   | Ostrovia |
| Koszykówka      | BM Slam Stal, TS Ostrovia Ostrów Wielkopolski, UKS Kasprowiczanka Ostrów Wielkopolski, UKS Basket Ostrów Wielkopolski |
| Piłka nożna     | Ostrovia 1909, LKS Centra Ostrów, OKS Ostrów Wielkopolski                                                             |
| Piłka ręczna    | KPR Ostrovia |
| Siatkówka       | SL Salos Ostrów Wielkopolski                                                                                          |
| Speedrower      | PKS Wiraż Ostrów Wielkopolski                                                                                         |
| Motocross       | OKM Ostrów Wielkopolski                                                                                               |
| Sporty lotnicze | Aeroklub Ostrowski |
| Lekkoatletyka   | KS Stal Ostrów Wielkopolski, KS Maraton Ostrów Wielkopolski                                                           |
| Tenis stołowy   | LKS Tajfun Ostrów Wielkopolski                                                                                        |
| Kendo           | Ostrowska Sekcja Kendo                                                                                                |
| Jeździectwo     | OKJ Oxer |

## Wspólnoty wyznaniowe

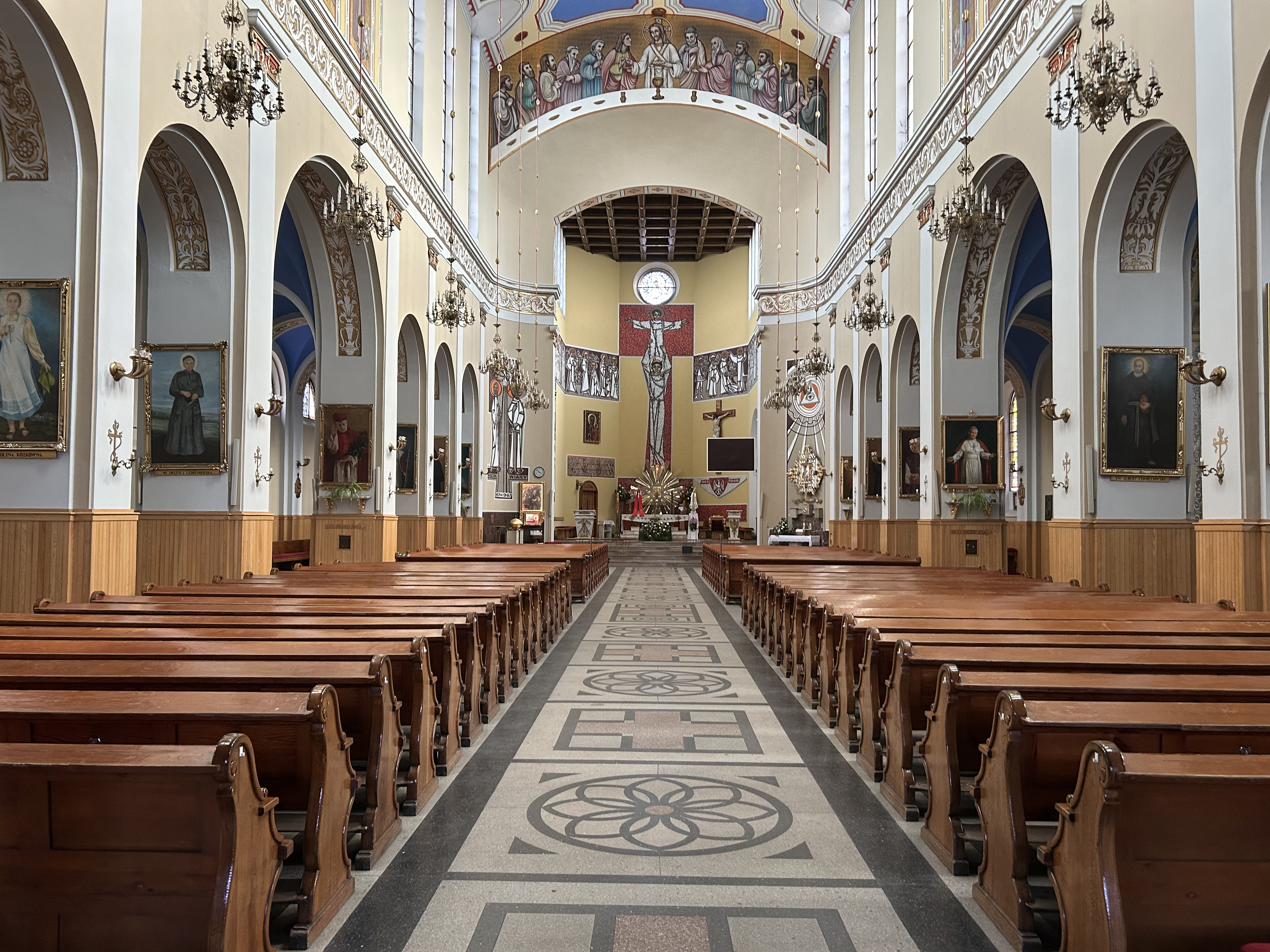
Nawa główna Kościoła św. Antoniego Padewskiego (2025)

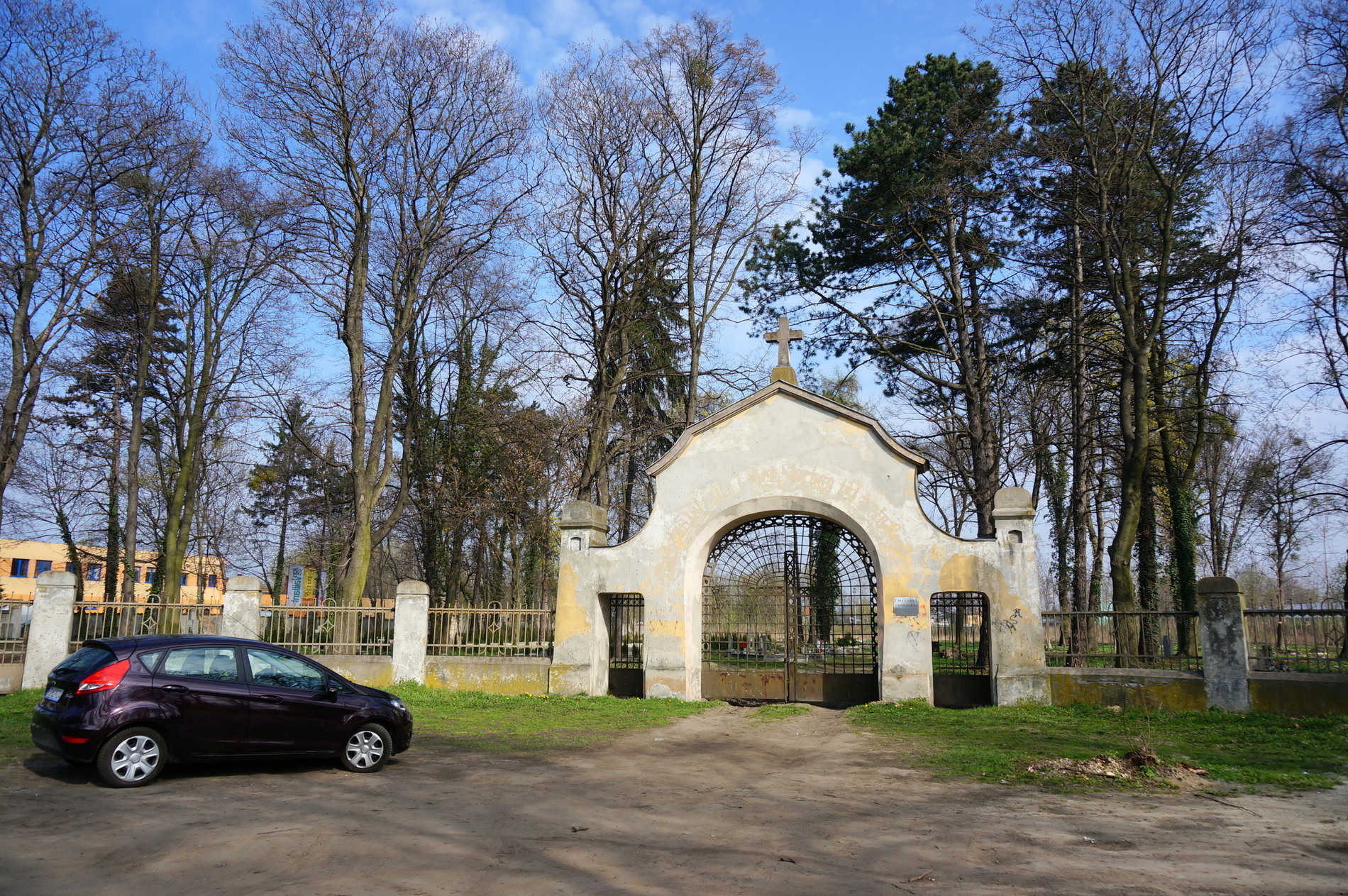
Cmentarz ewangelicki

### Kościoły i inne związki wyznaniowe
- Kościół Boży w Chrystusie:
  - Kościół Ewangelii i Apostolstwa[76]
- Kościół Chrześcijan Baptystów w RP:
  - placówka w Ostrowie Wielkopolskim I Zboru Kościoła Chrześcijan Baptystów we Wrocławiu[77][78]
- Kościół Ewangelicko-Augsburski:
  - Parafia Ewangelicko-Augsburska w Ostrowie Wielkopolskim[79]
- Kościół greckokatolicki:
  - placówka duszpasterska w Ostrowie Wielkopolskim[80]
- Kościół rzymskokatolicki:
  - Konkatedra św. Stanisława Biskupa
  - Parafia pw. Matki Boskiej Częstochowskiej
  - Parafia pw. Ducha Świętego
  - Parafia pw. NMP Królowej Polski
  - Parafia pw. Matki Boskiej Fatimskiej
  - Parafia pw. Pawła Apostoła
  - Parafia pw. Miłosierdzia Bożego
  - Parafia pw. św. Antoniego
  - Parafia pw. Najświętszego Zbawiciela
  - Parafia pw. św. Rodziny
- Kościół Zielonoświątkowy w RP:
  - zbór w Ostrowie Wielkopolskim[81]
- Reformowani baptyści:
  - Społeczność Biblijna Zdrowa Nauka[82]
- Świadkowie Jehowy:
  - trzy zbory korzystające z dwóch Sal Królestwa[83].

### Cmentarze
- Cmentarz ul. gen. J. Bema (Zacharzew) – zarządca parafia pw. św. Antoniego
- Cmentarz ul. Staroprzygodzka (Zębców) – zarządca parafia pw. MB Częstochowskiej
- Cmentarz ul. B. Limanowskiego (Wenecja) – zarządca parafia pw. św. Stanisława Biskupa Męczennika
- Stary Cmentarz Pl. Bankowy (Śródmieście) – zarządca Miejski Zakład Zieleni (komunalny) – najstarszy czynny cmentarz katolicki w Polsce
- Cmentarz Ewangelicki ul. Grabowska (Krępa) – zarządca parafia ewangelicko-augsburska w Kaliszu
- Cmentarze żydowskie: na pl. 23 Stycznia oraz przy Al. Słowackiego zniszczone w czasie II wojny światowej, częściowo odbudowane i upamiętnione
- Niemiecki cmentarz w lesie Piaski-Szczygliczka z czasów II wojny światowej – chowano tu niemieckich cywili i żołnierzy[84]

## Prezydenci Ostrowa po 1989
- 1990–2002: Mirosław Kruszyński
- 2002–2006: Jerzy Świątek
- 2006–2010: Radosław Torzyński
- 2010–2014: Jarosław Urbaniak
- od 2014: Beata Klimek

## Miasta partnerskie
| Miasta partnerskie Ostrowa Wielkopolskiego | Miasta partnerskie Ostrowa Wielkopolskiego | Miasta partnerskie Ostrowa Wielkopolskiego |
| Miasto                                     | Państwo                                    | Rok                                        |
| ------------------------------------------ | ------------------------------------------ | ------------------------------------------ |
| Nordhausen                                 | Niemcy                                     | 1995                                       |
| Delitzsch                                  | Niemcy                                     | 2000                                       |
| Lecce                                      | Włochy                                     | 2006                                       |
| Brantford                                  | Kanada                                     | 2009                                       |
| Bergerac                                   | Francja                                    | 2017                                       |

## Ludzie związani z Ostrowem Wielkopolskim

### Honorowi obywatele miasta
- Edward Serwański – historyk (1993)
- Józef Warszawski – ksiądz (1995)
- Ignacy Moś – działacz społeczny (1995)
- Marta Grzesiek – nauczycielka (1995)
- Marian Grześczyk – harcmistrz, działacz społeczny (1995, pośmiertnie)
- Anna Rogalanka – historyk sztuki (1996)[86]
- Maria Wikarjakowa – filolog klasyczny (1996)
- Jan Paweł II – papież (1997)
- Jerzy Ofierski – aktor, pisarz (1997)
- Kazimierz Radowicz – pisarz, scenarzysta (1998)
- Marian Sobczak – historyk, regionalista (1999)
- Wincenty Broniwój-Orliński – prawnik, polityk (1999)
- Tadeusz Szmyt – ksiądz, infułat (2002)
- Zenon Gubański – doktor nauk fizycznych, nauczyciel (2004)
- Henryk Kubera (2009)
- Peter Blonski (2010)
- Kajetan Jan Hądzelek – historyk sportu (2010)
- Jerzy Buzek – polityk (2012)
- Marek Langner – biofizyk, profesor nauk biologicznych (2013)
- Paweł Malecha – ksiądz (2013)
- Anna Nehrebecka – aktorka (2013)
- Piotr Śliwiński – profesor, krytyk literacki (2013)
- Krystian Niełacny – lekarz (2015)
- Rosław Szaybo – artysta plastyk (2015)
- Jarosław Czubak – lekarz, profesor nauk medycznych (2016)
- Mirosława Etoga – konsul honorowa RP w Kamerunie (2018)
- Lech Topolan – policjant, działacz sportowy, samorządowiec (2021, pośmiertnie)
- Krzysztof Komeda (Krzysztof Trzciński) – kompozytor (2021, pośmiertnie)